# Munkácsy Mihály
Munkácsi Munkácsy Mihály, 1868-ig Lieb Mihály Leó, németül Michael von Munkácsy, frankofón nyelvterületen Michel Léo de Munkacsy (Munkács, 1844. február 20. – Endenich, 1900. május 1.) magyar festőművész, a 19. század magyar festészetének nemzetközileg is elismert mestere.
Békéscsabai asztalosinasként kezdett dolgozni, de festőművész vált belőle, aki hatalmas vásznaival az egész világot meghódította. Művészi tudásán és tehetségén kívül, az európai és a magyar társadalom életének falusi és városi közösségeinek kiváló ismerőjeként érzékeny „szociográfus” is volt egyben, hiszen életképfestészete mind szociológiai, mind pedig eseménytörténeti vonatkozásában pontos jellemzést ad kortársairól. Tanulmányozta és nagy műgonddal festette korának jellegzetes karaktereit. Európai és magyar polgárként vált neves festőművésszé, Krisztus-trilógiája és számtalan méltán világhírűvé vált képe missziót teljesített, amellyel keresztény magyarként az egész művelt világ előtt megbecsülést szerzett. Ahhoz, hogy hatalmas életművét létrehozza, tehetségre, szorgalomra, megfeszített szellemi és fizikai munkára volt szükség.
Romantikusan realista festő volt, aki mindig invenciókkal teli munkákat alkotott. Szorosan kötődött a Gustave Courbet által képviselt realista ábrázoláshoz. A fájdalom megértése és átélése Munkácsy realista művészetének egyik legértékesebb eleme. A romantika egyik forrása a polgári társadalmak születésével együtt kifejlődő nemzeti tudat. Nagyméretű vásznain hatalmas kompozícióit karakteres embertípusokkal, impozáns eszköztárral alkotta meg. Életére és munkásságára is jelentős befolyást gyakoroltak a nőkkel folytatott kapcsolatai. Az özvegy Cécile Papier de Marches bárónéval kötött házassága biztosította az anyagi hátteret számára.
Ötvenhat éves korában bekövetkezett halálát fiatalkori szifiliszfertőzése okozta. Az endenichi szanatóriumban hunyt el. Művészetének a legrangosabb magyar képzőművészeti díj is emléket állít.

## Élete és munkássága

### Gyermekkora
Munkácson született 1844. február 20-án a sóperceptori (kincstári sótiszti) lakás sarokszobájában. Keresztszülei nemes Steiner Jakab, az Apponyi-uradalom inspektora és felesége, Munkácsy anyai nagynénje, nemes Reök Karolina (1801–1853) – akit a családban Saroltának neveztek – voltak. A munkácsi római katolikus plébániahivatal keresztelési anyakönyvi bejegyzésére utólag rávezették, hogy a magyar minisztérium engedélyével a Lieb családnevet Munkácsyra változtatták.
Édesapja Lieb Mihály (1800–1852; gyakran Lieb Leó Mihályként említik, holott a keresztségben csak a Mihály nevet kapta), a 18. század elején Magyarországra költözött bajor hivatalnokcsaládból származott, római katolikus vallású sótiszt volt Munkácson, később Ung és Bereg vármegyék táblabírája. Lieb Mihály a munkácsi sókamara alkalmazottjaként 1845-ben pénztárnok volt. Édesanyja az evangélikus vallású nemesi származású greifenbergi Reök Cecília volt. Anyai nagyszülei az evangélikus nemes Reök Theofil (1769–1849), a gróf Forgách család uradalmi tiszttartója Mándokon, és a római katolikus Szélig Anna, Forgách grófné udvarhölgye volt. 1844. február 24-én Munkácsy a keresztségben a Mihály Leó utónevet kapta. Lieb családi nevét 1868-ig használta, 1880-ig Munkácsiként írta a nevét.
Én magyarországi Munkácsy születésű levén s már több évek óta el hagyva családi Lieb nevemet mint festő – Munkácsy néven működöm. Hogy eddig törvényesen át változtathattam volna nevem attól kiskorúságom tartott vissza, most azonban be töltve a 24. évet bátorkodom mély tisztelettel folyamodni a Munkácsy mint felvett név törvényesítésért

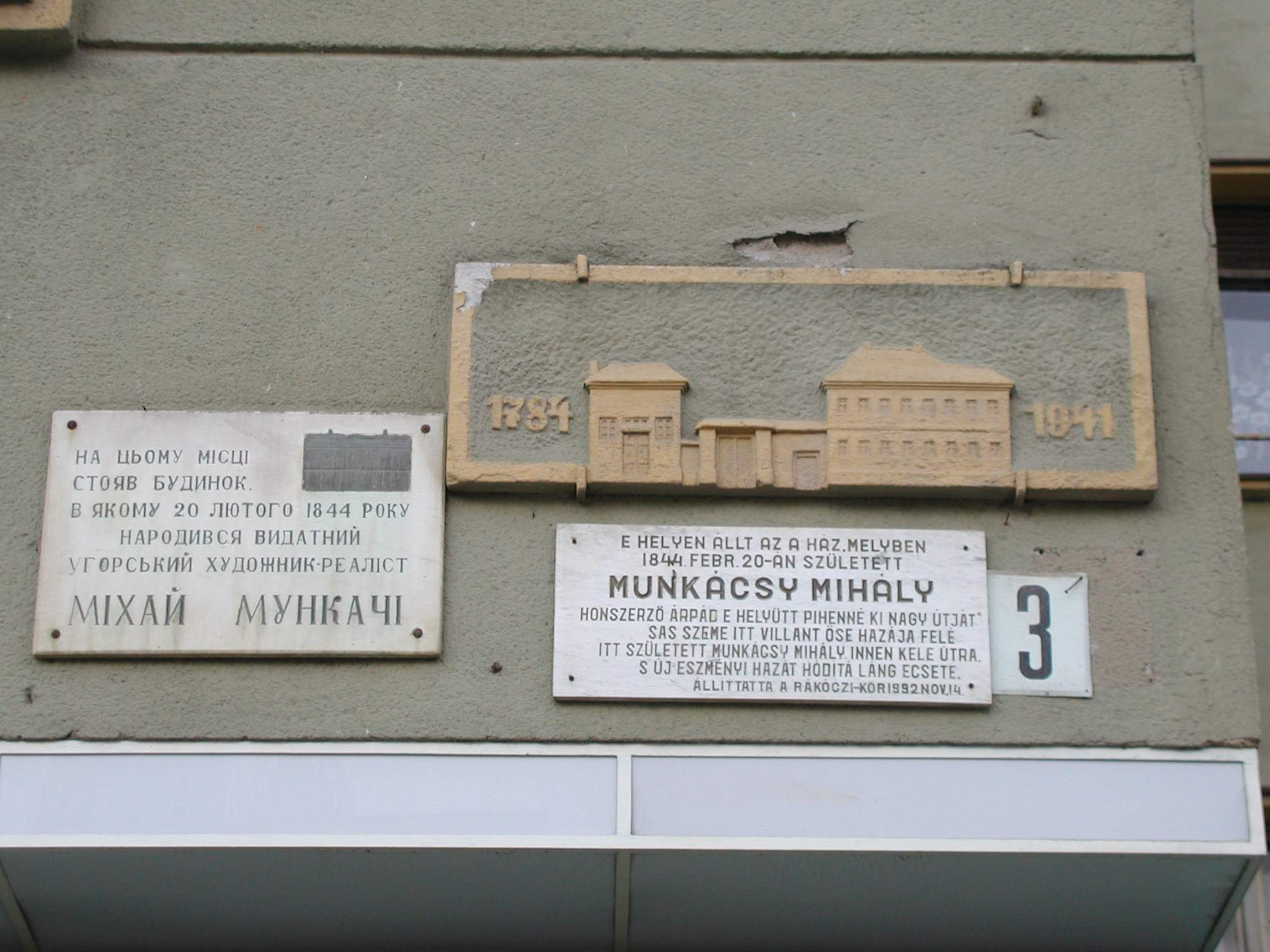
Munkácson a szülőháza helyén állított emléktábla

1848-ban, a szabadságharc napjai alatt apja, Lieb Mihály Munkács rendfenntartásért felelős tanácsának tagja volt. A család 1848 végén költözött Miskolcra, mivel apja biztonságos helyen akarta tudni a családját. Apját a forradalomban történt szerepvállalása és a Kossuth-kormánynak végzett szolgálatai miatt börtönbüntetésre ítélték.
Mihály négyévesen került édesanyjával és testvéreivel Cserépváraljára nagybátyjához, Reök Antalhoz, aki Koburg herceg gazdatisztjeként dolgozott. Későbbi visszaemlékezéseiben Munkácsy így írt erről az időszakról: „Ide fűznek legboldogabb gyermekkori emlékeim: öreg kastély, a kapu bolthajtásai alatt egész fegyvertár, régi ágyúk – egyszóval minden, ami a gyermek- lélek kezdődő képzelőerejét foglalkoztatja.”
Fiatalon elvesztette szüleit; édesanyja 1850. január 12-én hunyt el. Megözvegyült édesapja röviddel Eötvös Erzsébettel 1851. szeptember 20-án kötött házassága után, 1852. május 14-én hunyt el. Munkácsy a család döntésének megfelelően, rögtön Békéscsabára került anyai nagybátyjához, Reök István ügyvédhez. (Többi árván maradt testvérét is a Reök család tagjai nevelték, Emil és Gyula Reök Antalnál Cserépváralján, Aurél Kaplonyban, Szatmár megyében, Gizella pedig Békéscsabán „Saroltánál” és Steiner Jakabnál.) Mihály a nagybátyjánál eltöltött idő alatt gyakran megfordult Steinerék házában, ahol a húga is nevelkedett. Később, amikor Reök István megházasodott, a család nagyobb házba költözött. A szomszédban lakó Vidovszkyék két fiával Mihály ekkor kötött barátságot, és később is jó kapcsolatban volt velük. Munkácsy többször megfordult Pécsett, a Nepomuk utca 29-ben lakott, édesanyja testvérénél, Reök Lajos nyugalmazott hercegi ügyész családjánál.

### Tanulóévek
Reök István, mivel unokaöccse gyengébb tanuló volt, inkább azt javasolta neki, hogy az iparos mesterségek valamelyikét tanulja ki, ezért a céhkönyvek bizonysága szerint 1855. január 6-án a fiút Lang György békéscsabai asztaloshoz adta, inasnak. Nagybátyja szerződésben rögzítette az alkalmazás feltételeit, Lang György, a csabai asztalos-, molnár- és pincércéh céhmestere azonban nem tartotta be ezeket. A fiú 10–12 órákat dolgozott és ellátása is rossz volt. Miután keserves inasévei leteltek, 1858. május 2-án szabadult fel. Ugyanez év novemberében Aradra ment, ahol Albrecht Ferdinánd műhelyében volt segéd. Koplalás mellett nyomorban tengődött (feljegyzései szerint hat hónapig nem evett meleg ételt), csupán az itt tanuló békéscsabai barátaival való találkozásokban lelte örömét. A nélkülözések miatt súlyosan megbetegedett, majd 1860 végén visszatért az ekkor már Gyulán lakó nagybátyjához.
1861-ben volt, hogy mint rokkant asztaloslegény egészségem helyreállítása végett Gyulán nagybátyámnál váratlanul betoppantottam, ki szigorú ember levén, valami »Jugendstreichot« gyanítva, majdnem rögtön visszaexpediált Aradra, honnan jöttem; másnap azonban, midőn a hideg kegyetlenül kirázott, szó sem volt többé Aradról, és szorgos ápolás alá vetettem. Szerencsémre hideglelésem harmadnapos volt, s a közbeeső napokban jól érezvén magam, szabad időmet rajzolgatással tölthettem. Szamosy akkor tájban olaszországi útjából visszatérvén, Wenckheim gróf meghívása folytán családi képeket festeni Gyulára jött. A véletlen összehozván vele, elmondtam neki egész őszintén, hogy biz én asztaloslegény vagyok, de nagyon szeretek rajzolni, s hogy míg hideglelésem tart, minden időmet a rajzolásra akarom szánni. Megmutattam neki zsenge rajzaimat; ő jól megnézte előbb azokat, azután pedig engem s végre így szólt: «Magából talán más is lehetne, mint asztalos.»
1861 februárjában Fischer Károly rajztanárnál ismerkedett meg Szamossy Elek festővel, aki a gyulai Wenckheim-kastélyban dolgozott. Márciustól már ő tanítgatta, majd vette magához Munkácsyt. 1862 januárjában együtt dolgoztak Aradon, Buziáson és Beodrán, majd ősszel Gerendásra ment, ahol megfestette Fonó nő és Levélolvasás című olajképeit.
Munkácsy 16 éves korában Szamossy Elek egy akadémiai képzettségű festő tanítványa lett. Mestere nemcsak technikai ismereteit gyarapította, de megismertette a művészettörténet alapjaival is. Ez tovább szélesedett Buziáson, Ormos Zsigmond temesi főispán, műgyűjtő és művészettörténész házában. Ormos jól képzett, világlátott ember volt, ismereteit szívesen átadta a fogékony fiatalembernek. Reprodukciógyűjteménye segítségével ismerkedett meg Munkácsy a festészet nagyjaival. Midőn 18 évesen Pestre került, a Kamon kávéházban összegyűlő fiatal írók baráti körükbe befogadták, olvasmányokkal látták el és hozzásegítették a művészeti életben való tájékozódáshoz. Than Mór és Ligeti Antal segítették tanácsokkal és korrektúrával. Ligeti lehetővé tette, hogy Munkácsy képeket másolhasson az Országos Képtárban. Ekkor ismerkedett meg a XVII. századi holland mesterek munkáival.
1863-ban Szamossy tanácsára képezni kezdte magát, májusban mestere ajánló soraival Pestre ment, ahol az Országos Magyar Képzőművészeti Társulat titkárát, Harsányi Pált kereste fel. Ő hívta fel Ligeti Antal, a Magyar Nemzeti Múzeum Képtárának vezetőjének figyelmét az ifjú festőre. A társulat szívesen fogadta őt, mivel feladatuk volt a fiatal művészek pártfogása, tanácsokat adtak számára, és engedélyezték, hogy a múzeumban másoljon, majd bírálatot is adtak munkáira. Ligeti személyében igazi atyai pártfogóra talált.

### Ifjúkora
Reök István megpróbálta unokaöccsét visszatéríteni az asztalosi pályára, ám Munkácsy és Ligeti makacsul ragaszkodtak ahhoz, hogy festőként boldoguljon. A Ney Ferenc, a Pesti Főreáltanoda igazgatója által 1864-ben kiadott műveltségi bizonyítvány tanúsága szerint Munkácsy tudása megfelelőként, hiányosságai pedig könnyen pótolhatóként voltak jellemezve.
Pártfogói biztatták arra, hogy életképeket fessen, ezek közül elkészült: a Falusi felolvasás újabb változata, a Kukoricapattogtatás, valamint számos arckép a Reök család Pécsett élő tagjairól, amelyeket a klasszicizáló romantika stílusában festett meg. Eladta a Kukoricapattogtatás című képét, majd pártfogói támogatásával 1865 első felében a Bécsi Képzőművészeti Akadémiára jelentkezett.
Itt előkészítő osztályba járt, Joseph von Führich és Theodor Franz Zimmermann tanította. Hatással volt rá Karl Rahl is, aki feltehetőleg készülő műveinek végezte korrigálását. Miután beiratkozott, a tandíjat megemelték, és mivel ezt nem tudta kifizetni, arra kényszerült, hogy fél év után otthagyja az akadémiát. Tanulmányaival egyidejűleg Bécs híres múzeumaiban, képtáraiban is megfordult, Rubens és Rembrandt művészete lenyűgözte. Itt látta meg Ludwig Knaus düsseldorfi festő Kartenspielende Schusterjugend című képét, amely hatást gyakorolt első korszakára. Knaus miatt ment később a Düsseldorfi Akadémiára is.
Júliusban visszatért Pestre, szeptembertől pedig újból Gerendáson és Békéscsabán tartózkodott fél évig, ekkor megrendelésekre készített portrékat. Ebben az időszakban készült képei közül kiemelkedik a Húsvéti locsolkodás, a Vidovszky János és felesége arcképe, valamint a Búsuló betyár és az Estebéd pusztán című olajképei. 1866. január 6-án a csabai nagyvendéglőben lépett fel színészként, Szigligeti Ede A mama című vígjátékában Berky Ákost alakította.
Februárban szembetegség támadta meg. Ligeti Antal és Than Mór ajánlásával került dr. Hirschler Ignác szemorvoshoz, a pesti Szent Rókus Kórházba, az ő kezeléseire néhány hét leforgása alatt látása rendbe jött. Munkácsy hálája jeléül neki ajándékozta a Feldöntött bogrács című képét. Amíg lábadozott, gyakran megfordult a Kammon kávéházban, itt került baráti kapcsolatba Deák Farkassal, aki a Vasárnapi Ujság, és Kazár Emillel, aki a Fővárosi Lapok munkatársa volt.
Megesett…, hogy a Kammon kávéház fülkéjében idegen ember ült a rendes asztalunkhoz… Távozásra föl nem szólíthattuk, mert joga volt oda ülni, ahová akart… A kompánia egyik tagjának az idegen miatt nem fért el csibukja az asztalon. Hát ha az asztalon nem fért el, dugta az asztal alá. Ott aztán az összegyűlt füstfelleg mind az idegen olvasónak az orra alá tódult. Elkezdett könnyezni, köhögni, fuldoklani… (Az akkor még Lieb) Munkácsynak valóságos tanulmányfej volt az a martyr… Miskának egyébként az volt a kötelessége, hogy végig hallgassa a mi verseinket, melyekkel halhatatlanságot keresve öltük. Miska nem egyszer szédelgett a rettenetes bombasztoktól.
Összeköttetéseinek köszönhetően a Magyarország és a Nagyvilág, illetve a Hazánk s a Külföld című lapok publikálták rajzait. Jankó Jánossal is barátságot kötött, és a még Aradon megismert Paál Lászlóval való kapcsolatát is felújította. Ekkoriban festette a Petőfi búcsúja a szülői háztól, a Paraszt-interieur című képeket és pár portrét. Az Akadémia palotájának második emeletén található Esterházy Képtárba is rendszeresen járt, a Magyarország és a Nagyvilág című lap közölt tőle egy cikket, melyet a Képtár megvásárlása érdekében írt. Beleszeretett Rottermayer Izabellába, azonban annak jómódú orvos édesapja a fiatal pár kapcsolatát nem nézte jó szemmel.
Szeptemberben már újra Gerendáson tartózkodott, majd októberben Ligeti ajánlólevelével a Müncheni Akadémiára iratkozott be, ahol festészetet tanult Wagner Sándor műhelyében, tanulmányait a Magyar Képzőművészeti Társulat támogatta. Fejlődésére hatást gyakorolt Wilhelm von Kaulbach, az akadémia igazgatója, illetve Adolf Lier és Eduard Schleich tájképfestő. Ekkor készítette Árvíz című képét, amelynek vázlata Kaulbach elismerését is kivívta. A Vihar a pusztán és a Dűlő szénásszekér című festményein Schleich hatását lehet érezni.
1867 nyarán visszatért Pestre, magával vitte a Befordultam a konyhára című Petőfi-illusztrációját is, amelyet a Képzőművészeti Társulat kiállítására szánt. Augusztusban Aradon dolgozott, a dalárünnepélyen rajzolt, később pedig visszatért nagybátyjához. Kérelmének engedve Eötvös József miniszter 800 forint ösztöndíjban részesítette.

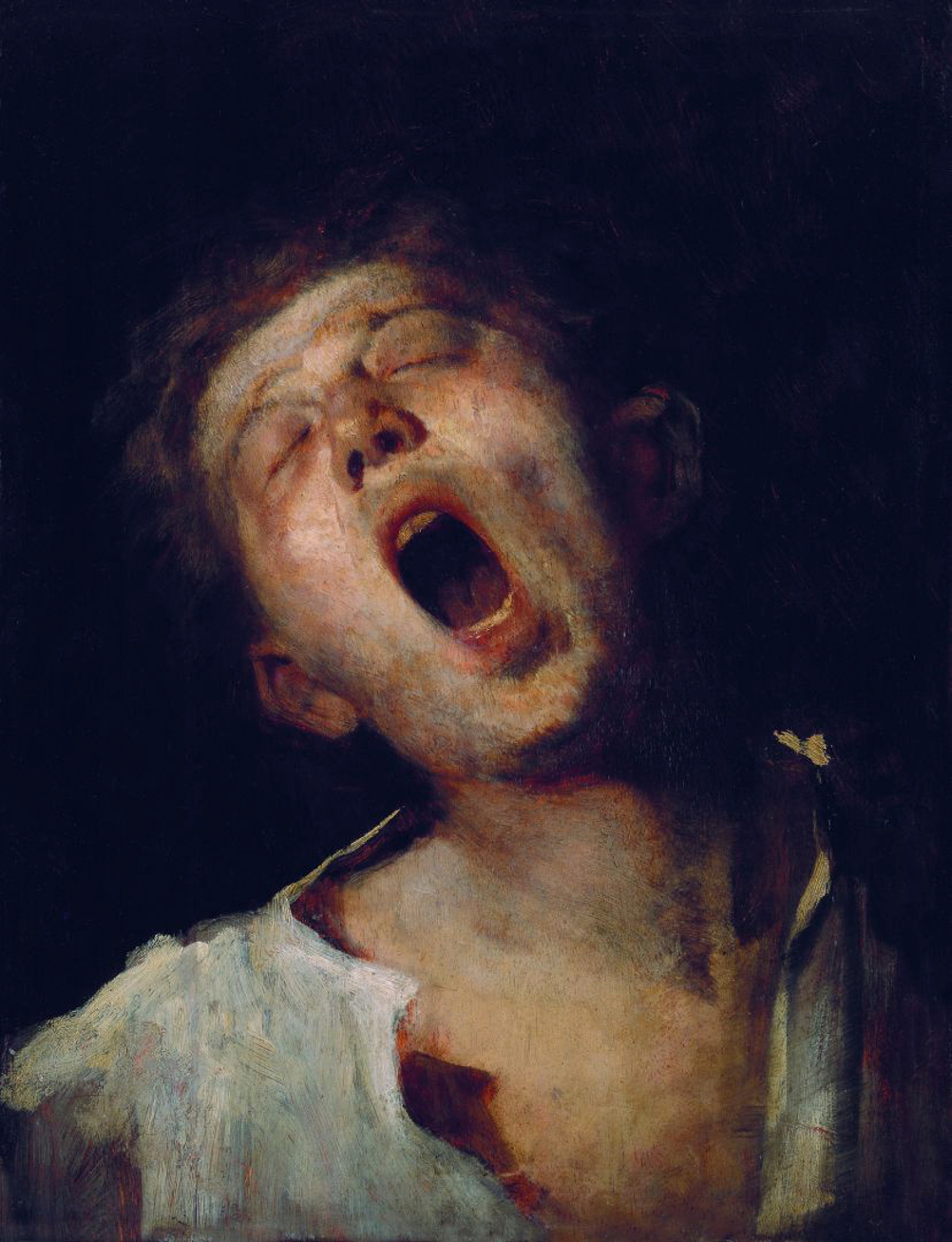
Tanulmányfej az Ásító inas című festményhez (1869), 1868–69 – Olaj, fa, 31 x 24 cm, Magyar Nemzeti Galéria

1867 októberében megállapodott a Vasárnapi Ujság valamint a Magyarország és a Nagyvilág szerkesztőségével, hogy rendszeresen küld tudósításokat és rajzokat a két lap számára. Ösztöndíjából október 15-én elutazott Párizsba és megtekintette a világkiállítást. Megismerkedett Camille Corot és Jean-François Millet műveivel, a legnagyobb hatást azonban feltehetőleg Gustave Courbet művei tették reá. Az itt szerzett élmények után átfestette a Dűlő szénásszekér című képe első változatát realista stílusúra. Visszatért Münchenbe, ahol 1868 júliusáig időzött, a német realista festő, Wilhelm Leibl baráti körében.
Münchenben befejezte Árvíz című képét és az Itatás második verzióját, két változatot festett a Lakodalmi hívogatókból.
Ezután visszatért Pestre. A magyar minisztérium 1868. október 3-án kelt névmagyarosításra vonatkozó határozata engedélyezte a Lieb családnév Munkácsyra történő megváltoztatását. Szokoly Viktor felkérte, hogy rajzokat készítsen egy tervezett Honvéd-album számára a szabadságharc történetéből. A Regélő honvéd és az Isaszegi csatatér című képei ebből az időszakból származnak. Októberben Ligeti tanácsát kérte, és az ő ajánlásával került Düsseldorfba Ludwig Knaushoz, 1868. október 15-én aki biztosította Ligetit, aki biztosította afelől, hogy támogatja őt. Itt együtt bérelt lakást és műtermet Paál Lászlóval.
Knaus dicsérettel illette az Árvíz és a Főkötő című munkáit. Az Ásító inas című művén a német életképfestészet, elsősorban id. Benjamin Vautier zsánerképfestő hatása érződik, de a realista Wilhelm Leibl hatása is megjelenik benne. Az alkotás során azonban mégis elszakadt addigi példaképeitől. Az ásító inas részlettanulmánya, a bonyolult művészeti anatómiai feladatot jelentő fej jelentősebb mű, mint maga az egész alakos végső kép. Munkácsy e kép készítése során találta meg a saját hangját.
A nagy festőelődök közül leginkább Rembrandt holland festő munkái iránt lelkesedett, a kortárs impresszionista festők munkáit nem értékelte, Munkácsy a saját útját járta.

### Fiatalkori műveiből galéria

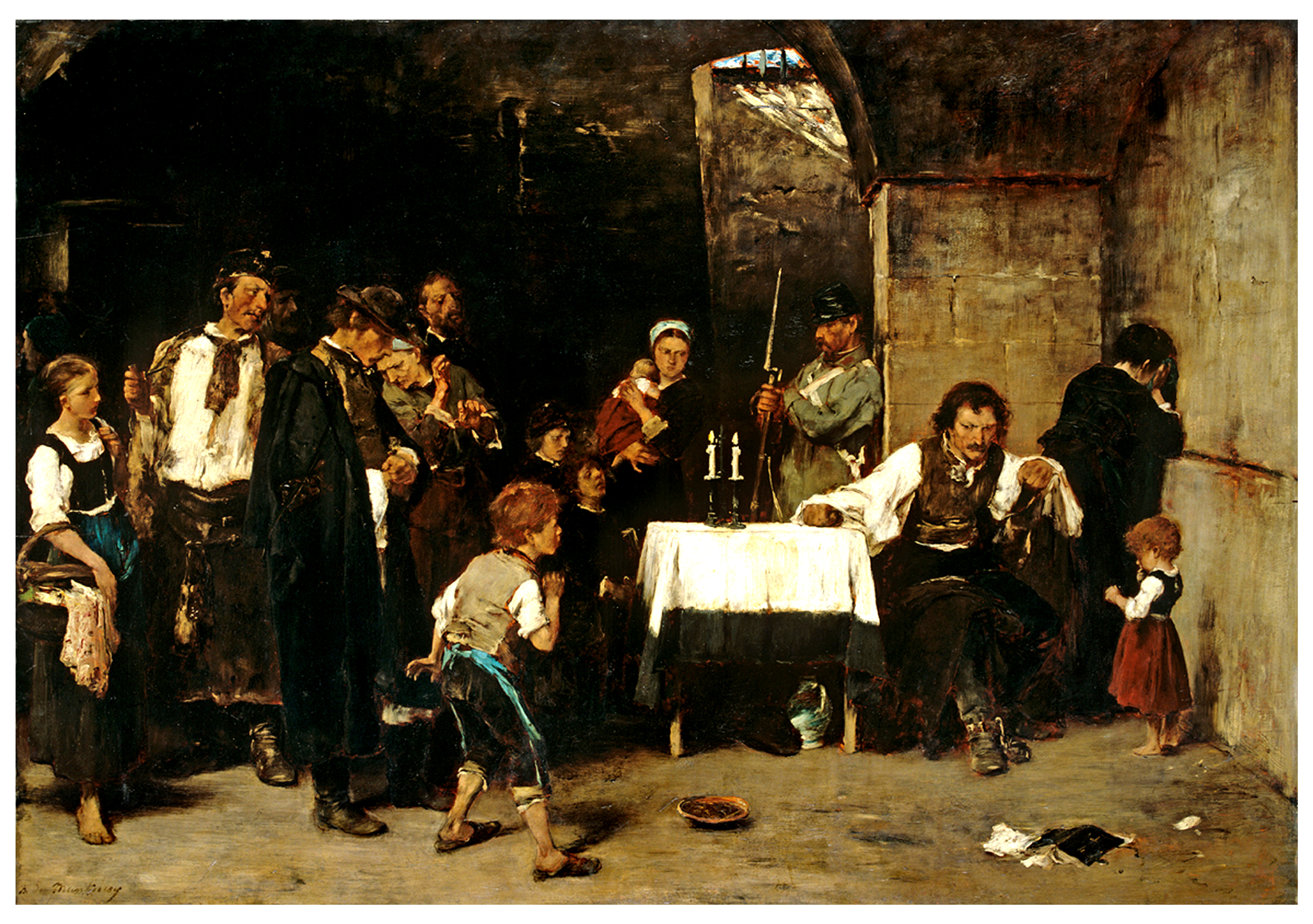
Az 1870-es párizsi Szalon nagy aranyérmével kitüntetett Siralomház másolata, az első képet 1869-ben még félig kész állapotban eladta

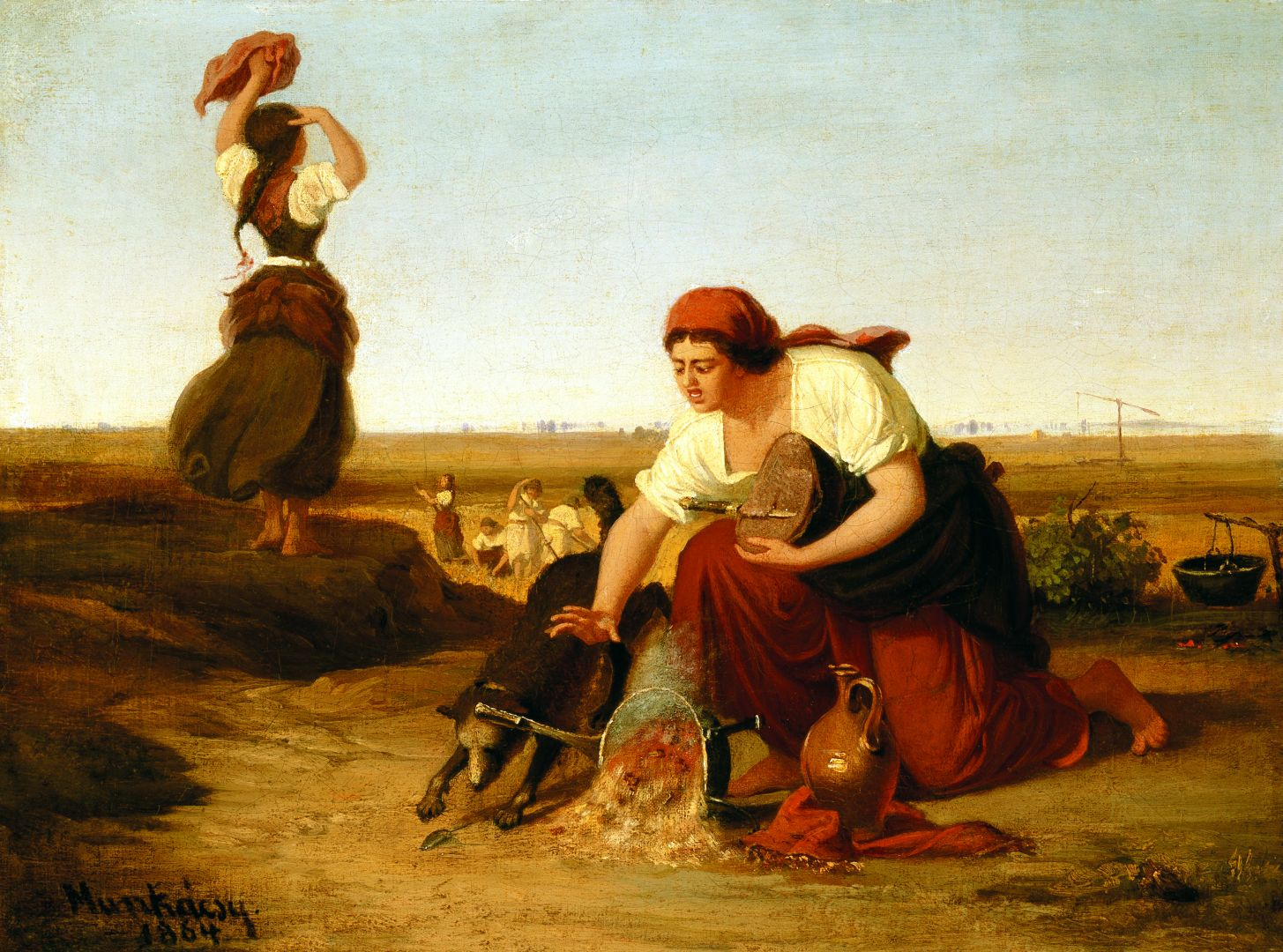
Feldöntött bogrács (1864)
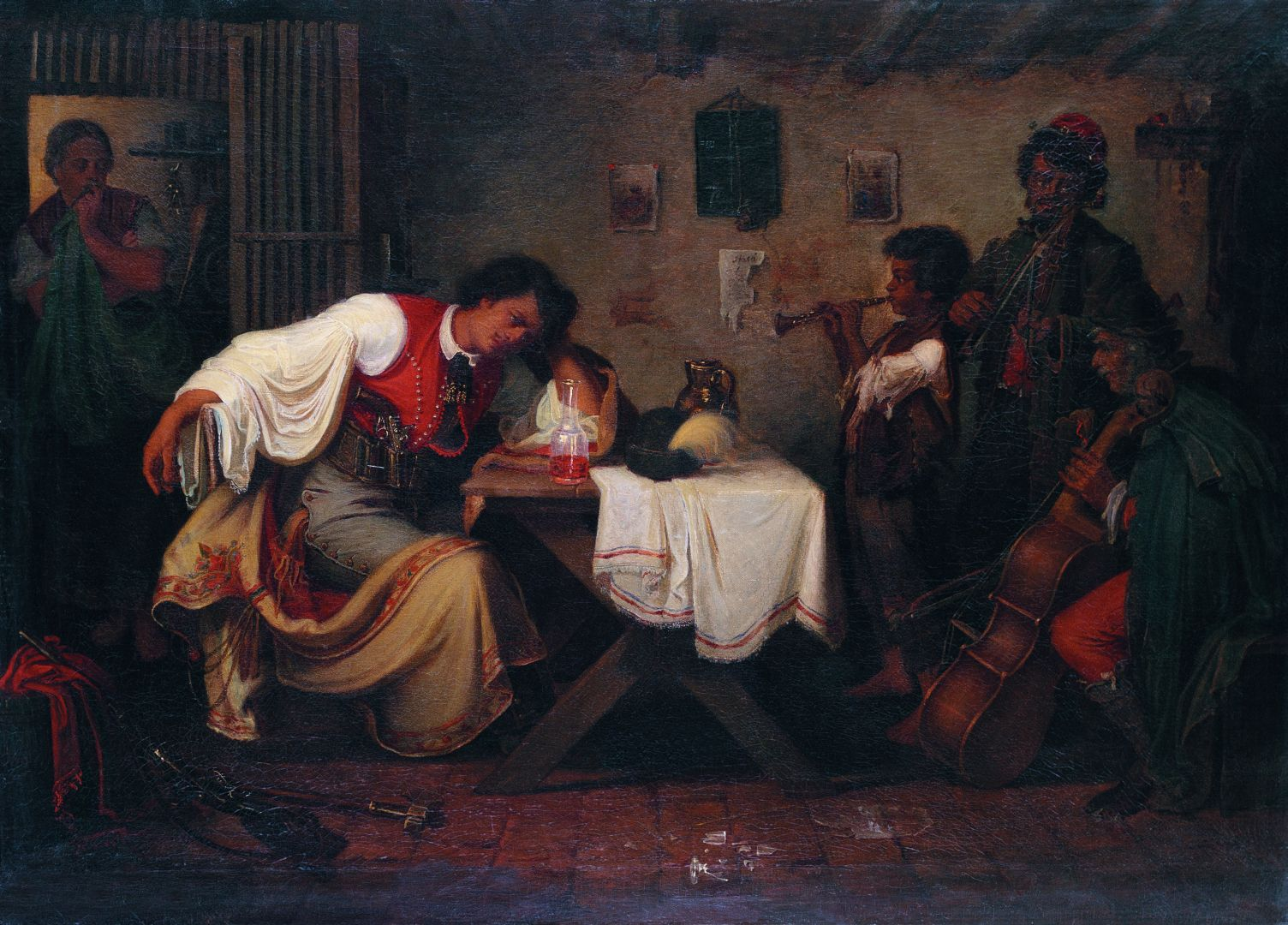
Búsuló betyár (1865)
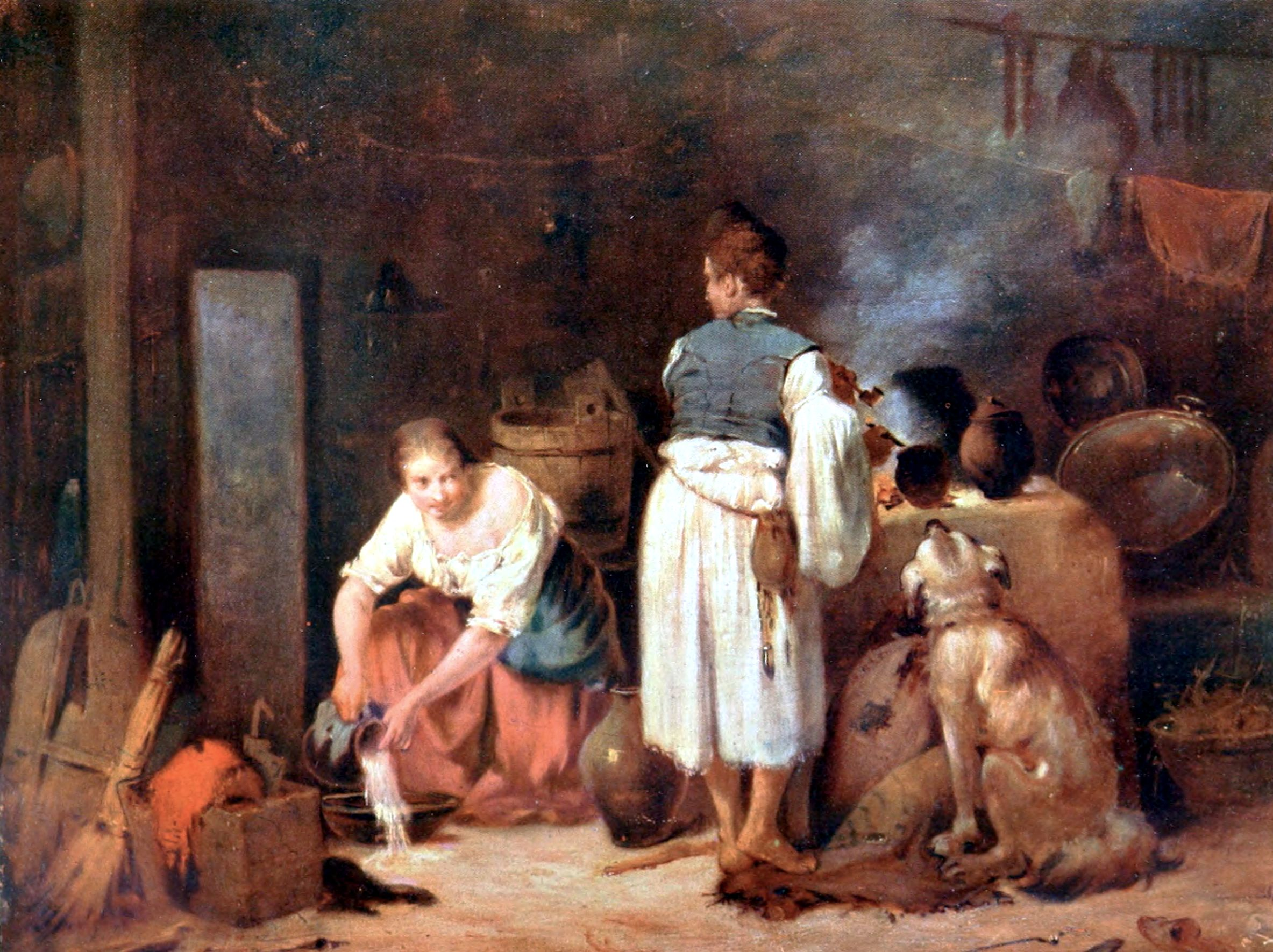
Befordultam a konyhába (1867–68)
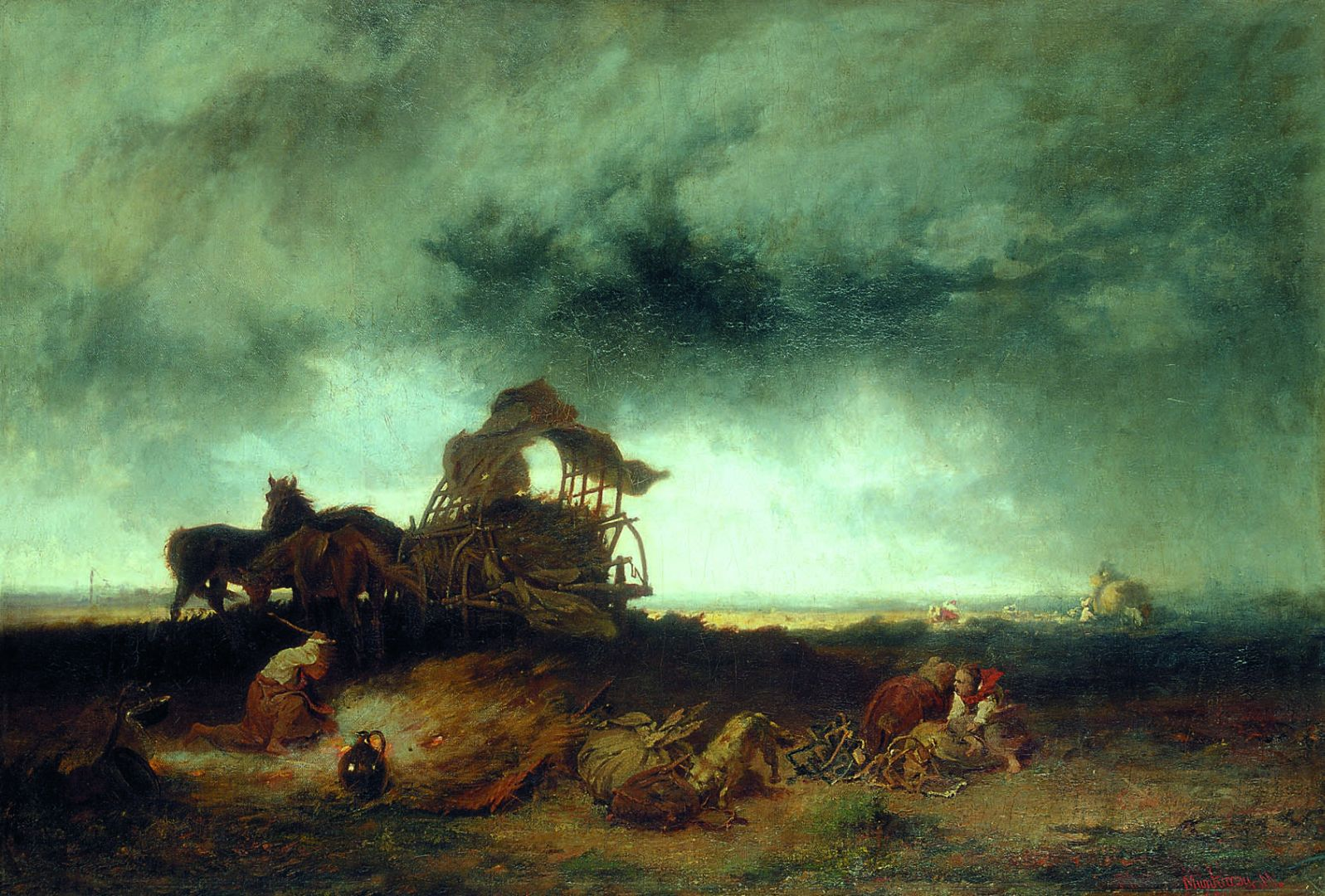
Vihar a pusztán (1867)
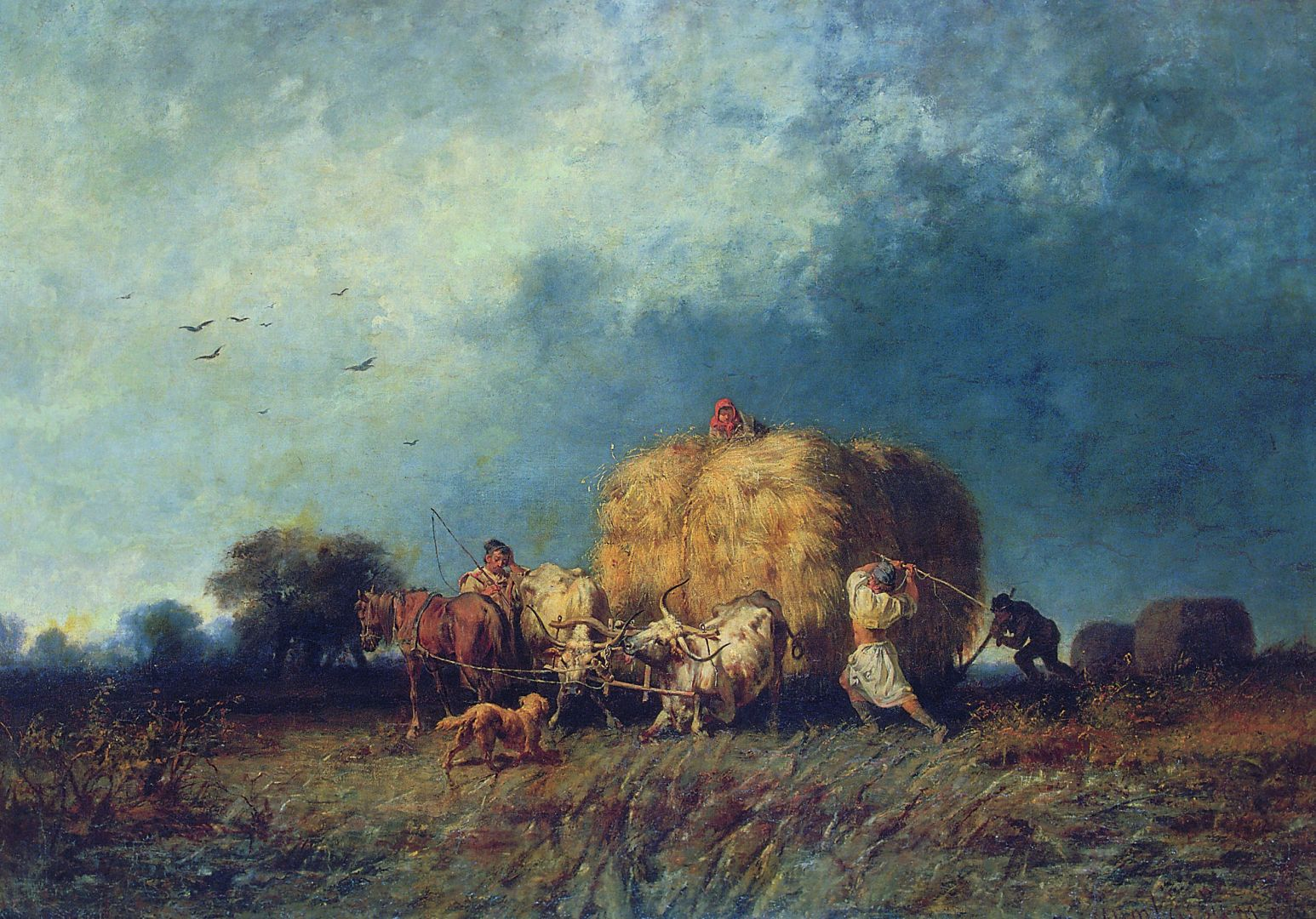
Dűlő szénásszekér (1868)

1869 áprilisában alkotói válságba került, de nekilátott az első jelentősebb művéhez, a Siralomházhoz. A kép kezdő vázlatát Knausnak mutatta meg, aki úgy vélekedett, az még túl nagy feladat Munkácsy számára, s megpróbálta róla lebeszélni, azonban sikertelenül, ugyanis Munkácsy makacsul kitartott elképzelése mellett. Elkészítette a Siralomházat, a képhez fontos szerepet játszottak mind gyermek-, mind ifjúkori emlékei, de a magyar lapillusztrációban oly kedvelt betyártematika, valamint az 1848-as legendakör is befolyással volt rá. Drámai hatású mű kerekedett belőle, melyen alkalmazta a düsseldorfi iskola lélektani megjelenítésmódját. Szeptember 30-án Willstaek amerikai milliomos vasgyáros megtekintette a képet a műteremben és tízezer frankért (4000 osztrák–magyar forint) megvásárolta, de megegyeztek, hogy még mielőtt elvinné, a festő még kiállítja a képet. Így Munkácsy elküldte azt a párizsi Szalonba, ahol Le dernier jour d'un condamné (Az elítélt utolsó napja) címmel aranyérmet nyert vele. Képét rengetegen látták, műve ismertté és elismertté tette, a külföldi és magyarországi lapok is beszámoltak sikeréről.

„Jól ismertem Munkácsyt, Münchenben 1866–1868-ban gyakran találkoztunk, eljött ő Leibl körébe, de mindenki lesajnálta. Nemcsak azért, mert németül csak gagyogott, s kifejezésein halálra kacagták magukat a fiúk, de sajnálták, hogy nem haladhat. Nem volt meg a kellő alapja, a tudása bizonytalan volt. Egy nap eltűnt közülünk, s mikor újra elénk került, nagyban újságolta, hogy Párizsban járt. Általános volt a vélemény, hogy kár volt az útiköltségért. Mindenki – kivétel nélkül – úgy ítélte meg, hogy nem foghat rajta Párizs. Mert hiszen ami munkát tőle láttunk, mind nagyon gyenge, rajzhibákkal teli volt. Mikor aztán a Siralomházzal nagy sikert aratott és annak reprodukciója szemünk elé került, hogy egy szóval megmondjam, senki se hitte, hogy ő festette. Talán Knaus vagy más festő korrigált belé. A mesterségbeli tudásában nem hittünk…”

– Szinyei Merse Pál

1870 júniusában Pestre, majd augusztusban Békéscsabára ment rokonlátogatásra. Ősszel már újfent Düsseldorfba utazott, a városban a porosz–francia háború miatt több tiszt, menekült és hadifogoly is tartózkodott. A sebesültek és a frontot megjárt katonák elbeszélték élményeiket, amelyek Munkácsy gyermekkori, szabadságharccal kapcsolat emlékeit is felidézték, ennek hatása alatt született meg a Tépéscsinálók című képe. Nyáron Paál László meghívta Hollandiába.

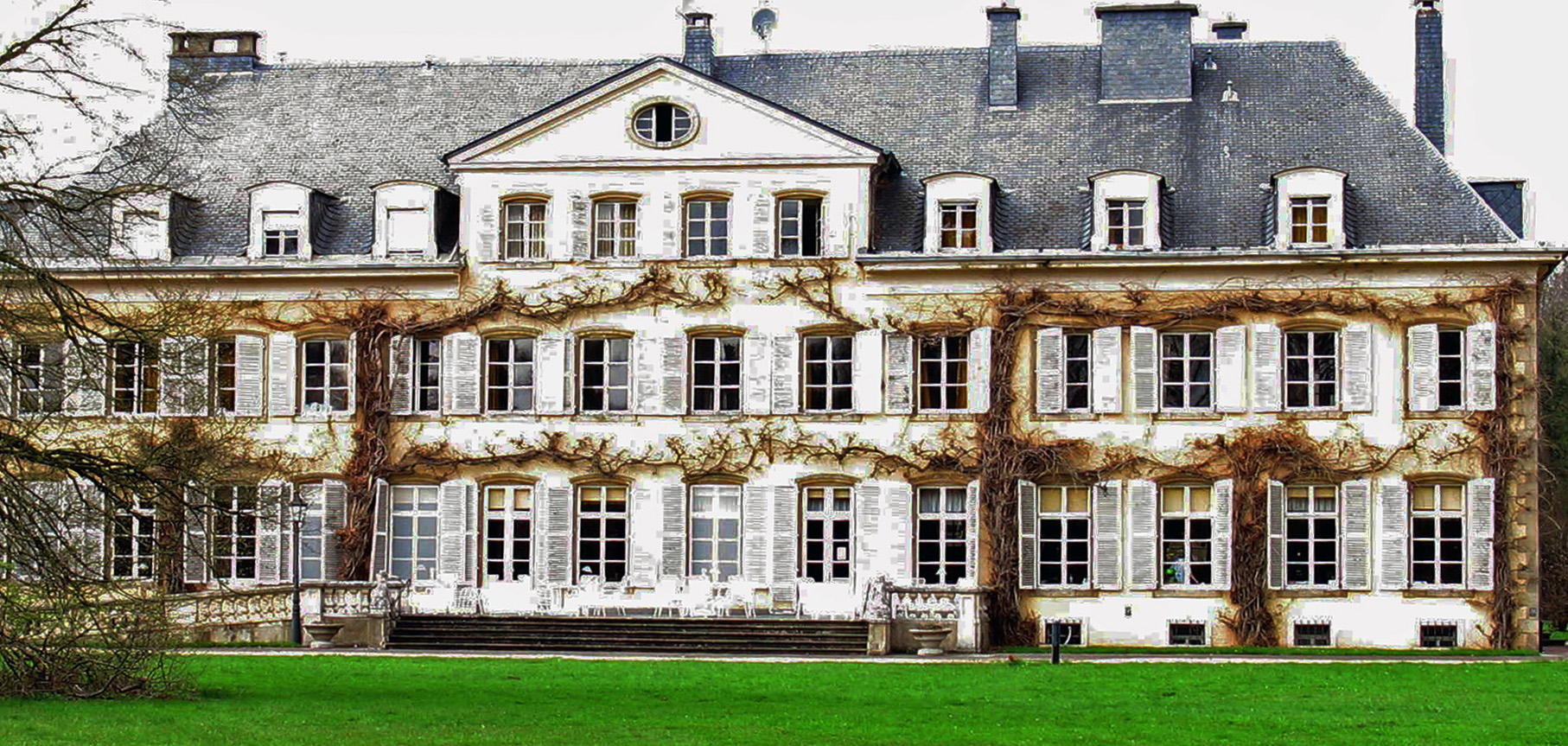
A colpachi kastély

1870 karácsonyán vacsorára volt hivatalos Paállal együtt, a rendezvényre egy francia ezredestől kaptak meghívást. Itt kötött ismeretséget a De Marches házaspárral. A báró korábban már látta a Siralomházat, és örült az alkotójával való találkozásnak. Munkácsy egyre szorosabb kapcsolatba került a házaspárral, majd 1871 tavaszán látogatást tett náluk colpachi birtokukon.
Düsseldorfban Forbes angol műgyűjtővel is megismerkedett, az pedig meghívta Munkácsyt és Paált Londonba. Munkácsy itt David Wilkie angol zsánerfestő képeit tekintette meg, ezek a Tépéscsinálók végleges változatára gyakoroltak hatást. A Tépéscsinálókat nem illették olyan elismerő kritikával, mint a Siralomházat. Ekkortájt festette meg a Koldusfiút és a Mosónőket, utóbbit még Hollandiában készítette. Düsseldorfban látogatást tett nála Zichy Mihály festő, az ő rábeszélésére döntött arról, hogy Párizsba költözik. Munkácsy egy hirtelen elhatározással lemondta a Weimari Akadémia tanári meghívását, majd 1871 novemberében (más források szerint 1872 januárjában) Párizsba tette át műhelyét.

### Párizsban
Párizsba történő megérkezését követően Henri Edouard de Marches báró segítette. és támogatta abban, hogy reprezentatív műtermet bérelhessen. Nekifogott az Éjjeli csavargók megfestésének, ám alkotói válságba sodródott. Tehetségét illetően kételyek között őrlődött, s műkereskedője, Goupil bírálatát is félreértette, amiért egy befejezetlen művét megsemmisítette. De Marches báró ekkor meghívta őt a Luxemburggal szomszédos colpachi kastélyukba. Itt Munkácsy depressziója erősödött, öngyilkossági kísérletet hajtott végre: kiugrott az egyik emeleti ablakból. Szerencséjére azonban nem esett komolyabb baja, vendéglátói gondoskodtak róla, és csakhamar újra felülkerekedett benne az élet- és alkotókedv. Négy képet is festett colpachi szálláshelyének mennyezetére, ezek: a Mosónők, De Marches báró és Ell plébános a park bejáratánál, az Erdőrészlet és a Rőzsehordó nő.
Miután visszatért Párizsba, újfent elutasította a Weimari Akadémia meghívását. Colpachon folytatta alkotói tevékenységét: megfestette De Marches báró és De Marches báróné arcképét, majd ezután Párizsban a Siralomház kétalakos változatát, illetve az Elítélt című művét. 1873-ban előtanulmányokat követően folytatta az Éjjeli csavargókat, elkészülte után a képet 40 ezer frankért adta el Goupil párizsi műkereskedőnek. 1873 októberében Paál László meghívta Munkácsyt Barbizonba, itt festette a Rőzsehordó nőt. Ezután visszatért Párizsba, ahol bevégezte a még Colpachon megkezdett realista életképeit, a Búcsúzkodást és Köpülő asszonyt. Az 1873-as bécsi világkiállításon öt képe került bemutatásra: Éjjeli csavargók, Köpülő asszony, Őszi parkban, Részeges férj hazatérése, Férfi tanulmányfej. Jelentősebb munkái voltak még ebben az évben a Cigányok az erdőszélen I. és II., illetve az Eltévedt gyermek. Az év végén elfoglalta új, igen előkelő műtermét. Nem tartozott a barbizoni iskolához, de szívesen festett Barbizonban.
Munkácsy magánélete nagyot változott, amikor 1873 nyarán meghalt De Marches báró. Miután a gyászév letelt, a báró özvegyével, a huszonkilenc éves Cécile Papier-vel 1874. augusztus 5-én házasságot kötött Luxemburgban, az elli községházán.
A Colpachról induló, a többek között Bázelt, Genfet, Freiburgot, Milánót, Velencét, Bécset és Pestet érintő nászút első állomása Pest volt. Ezután Békéscsabára indultak, hogy Munkácsy ismerőseit és rokonait meglátogassák. Itt műtermet rendezett be, ekkor készült a Kukoricás, a Poros út I. és tanulmányok a Falu hőséhez. Elkészült a Zálogház végleges változata is, majd a Persely előtt és a Leány a kútnál című képek. A Salonban kiállította a Zálogházat.
Ősszel visszatértek a francia fővárosba, a Parc Monceau mellett fényűző, műteremmel felszerelt lakást béreltek. Munkácsy életében ezzel egy új korszak vette kezdetét, s az új művészi image kialakításához nélkülözhetetlen társadalmi kapcsolatok egyre nagyobb szerepet kaptak benne. A palotában heti egy alkalommal délután fogadást adtak, de gyakorta rendeztek estélyeket és bálokat, amelyekre Európa híres közéleti személyiségei, művészei és arisztokratái is hivatalosak voltak.
A párizsi magyar kolónia egyik legérdekesebb szalonjává vált a francia felesége által lassan igazi párizsivá váló festőé. Nagybátyja, Reök István, 1874 április-májusában, majd 1876 áprilisában is meglátogatta Munkácsyt Párizsban.

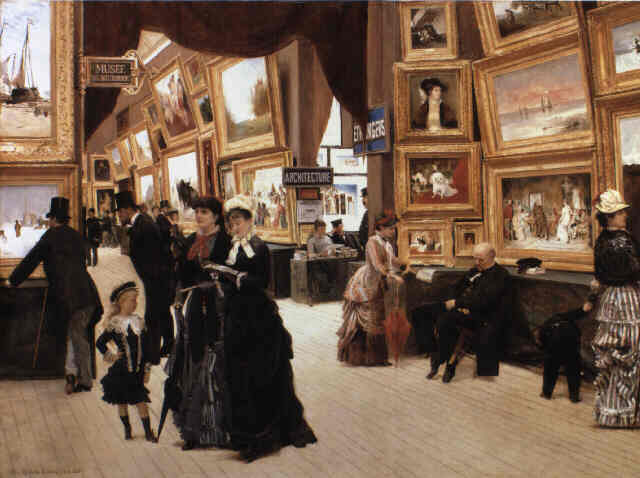
A kortárs festőművészek munkáit bemutató kiállítóhely, a párizsi Salon (Le Salon) Édouard Joseph Dantan festményén, 1880-ban

Elkészült a Falu hőse című képe, tanulmányokat készített a Colpachi iskola, illetve a Műteremben című festményeihez. Utóbbi munkája ars poeticaként is felfogható, művészetében az életkörülmények hatására stílusváltás következett be, új alkotói szakasz kezdődött. A kép párizsi bemutatása alkalmával a kritikusok dicsérettel említették a művész könnyed ecsetkezelését, illetve a kompozíció gazdag színvilágát és eleganciáját. A realista életképek közül ekkor készítette a Sebesült vándor, a Leány a tálcával és a Két család a konyhában című munkákat.
Párizsi műtermében folyamatosan számos képterven dolgozott. Ekkor született első „szalonképnek” nevezett alkotása, a Párizsi szobabelső (Olvasó nő), melyet Knoedler műkereskedő számára készített. Realista stílusú képei: a Falu hőse redukciója (körülbelül feles méretű változata), illetve az Újoncok (Újoncozás) és a Két család a konyhában végleges változata. Paál László arcképét is ekkor festette meg, s befejezte Milton című képét is, amely új korszakot nyitott számára. Lehetséges, hogy azért választotta a vak, beteg költő megjelenítését, mert Munkácsy saját egészségi állapota romlott, állandó idegfájdalmai voltak, az orvosok fürdőkúrát írtak elő számára.

### Fő alkotó korszakának művei

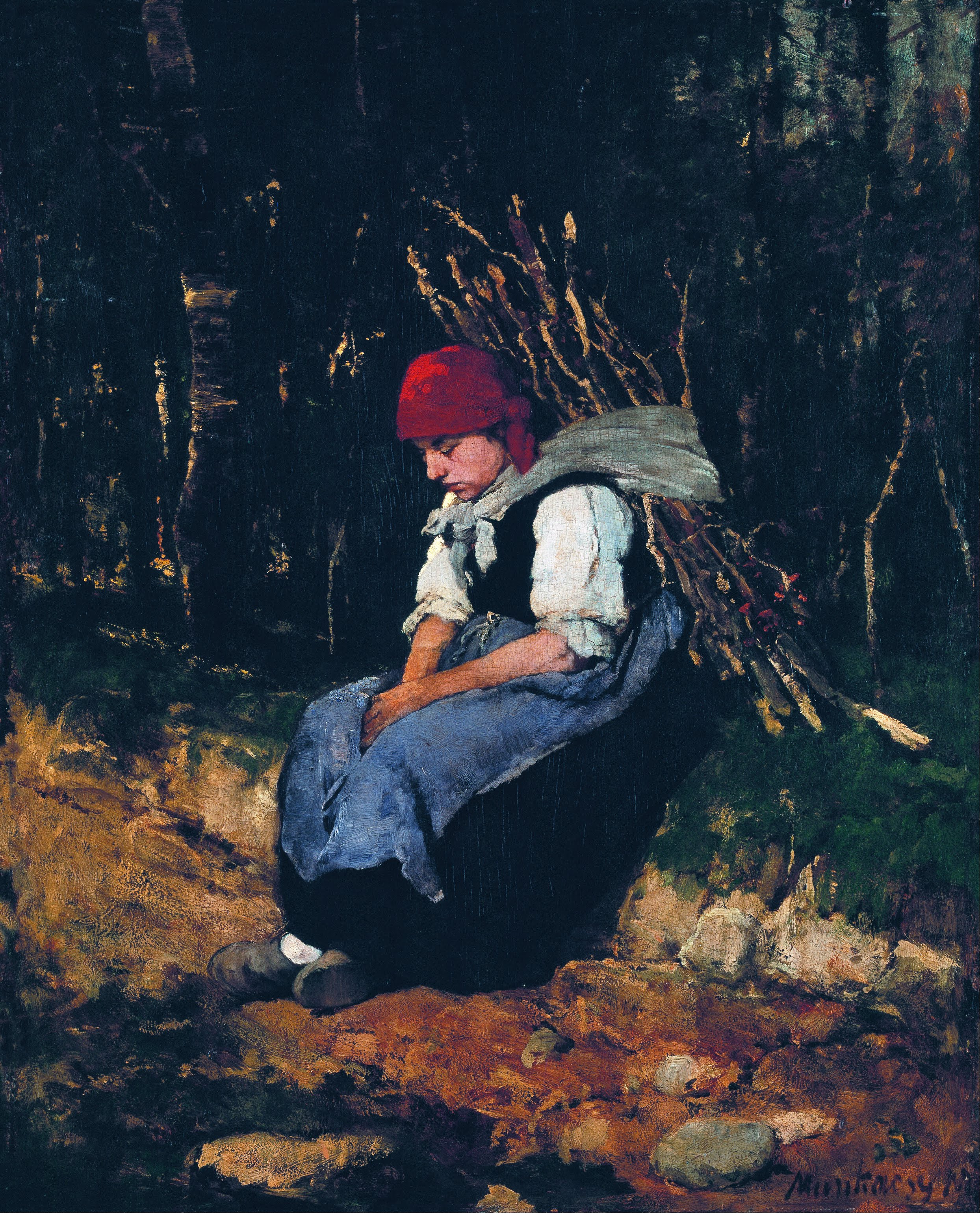
A Rőzsehordó nő Munkácsy egyik legszínesebb, épp ezért legtöbbet reprodukált képe (1873)

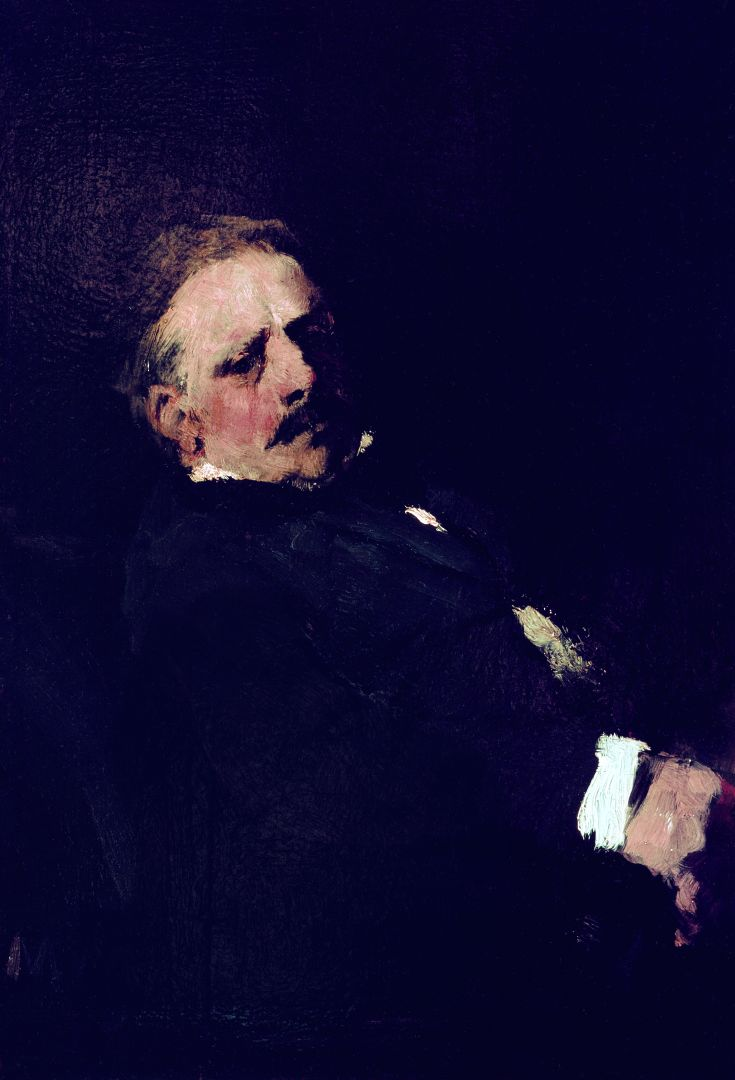
De Marches báró (1872)
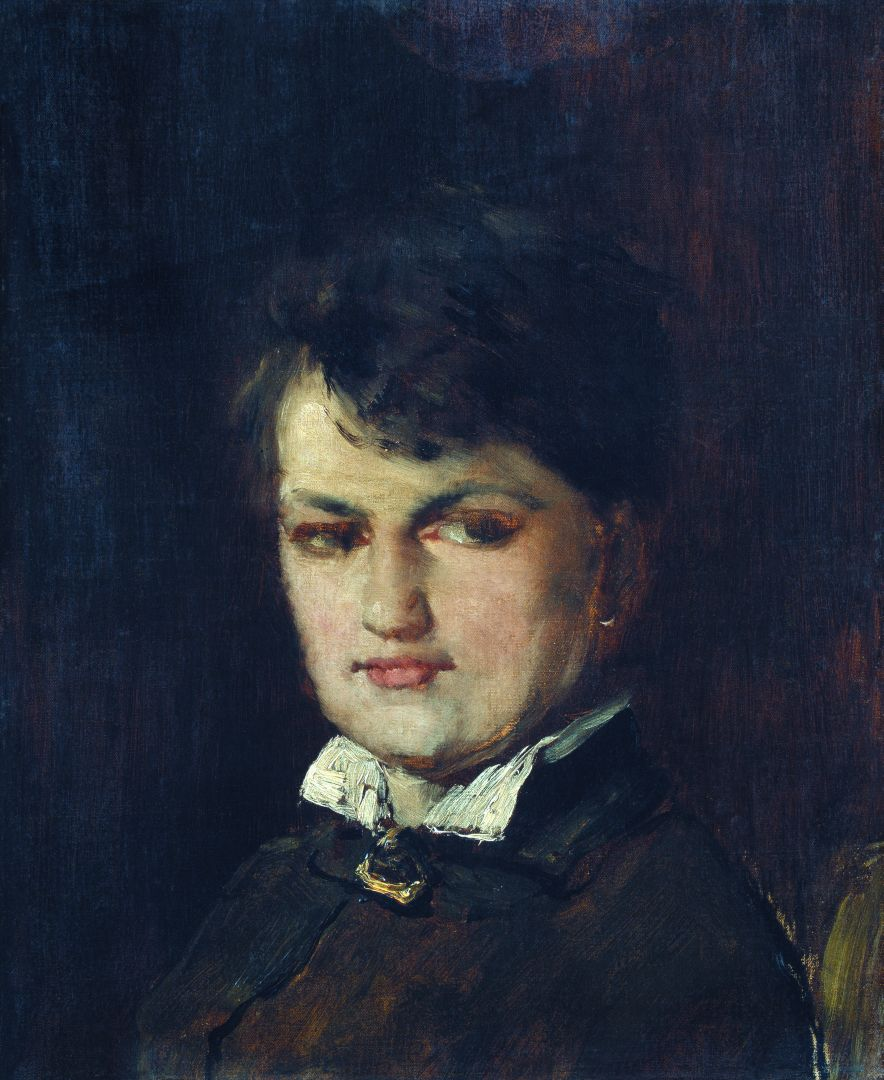
De Marches báróné (1873)
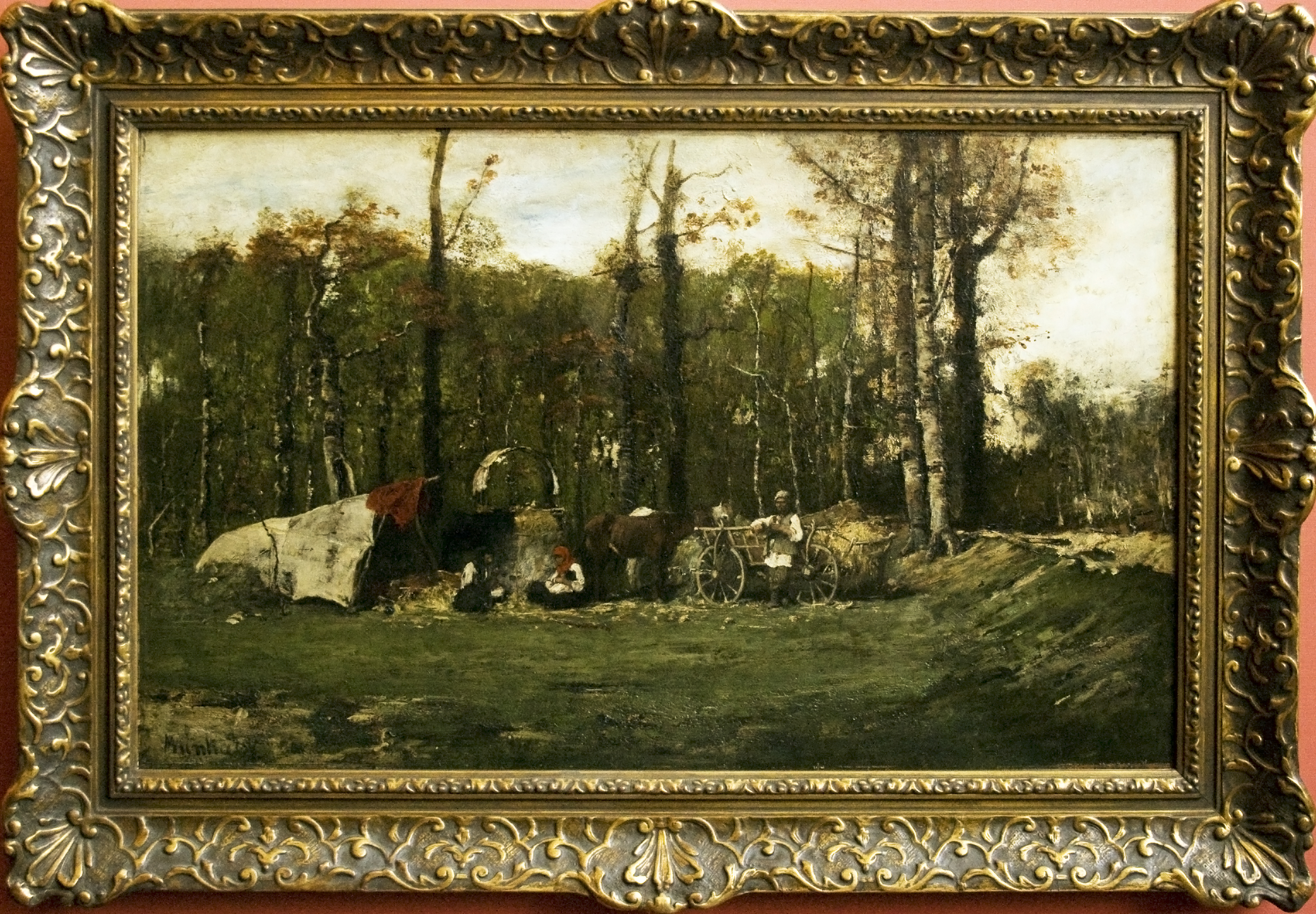
Cigánytábor (1873)
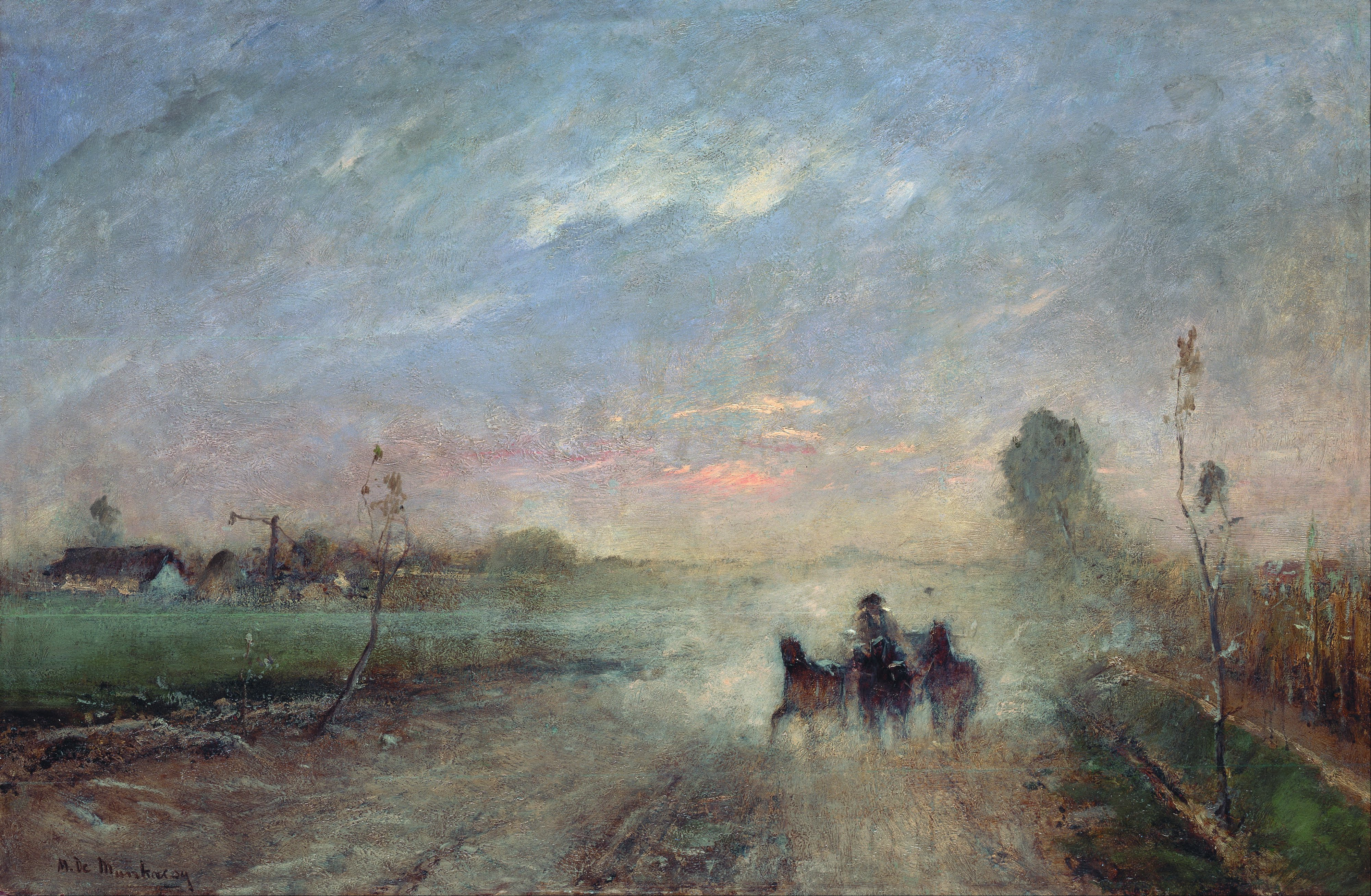
Poros út II. (1874)
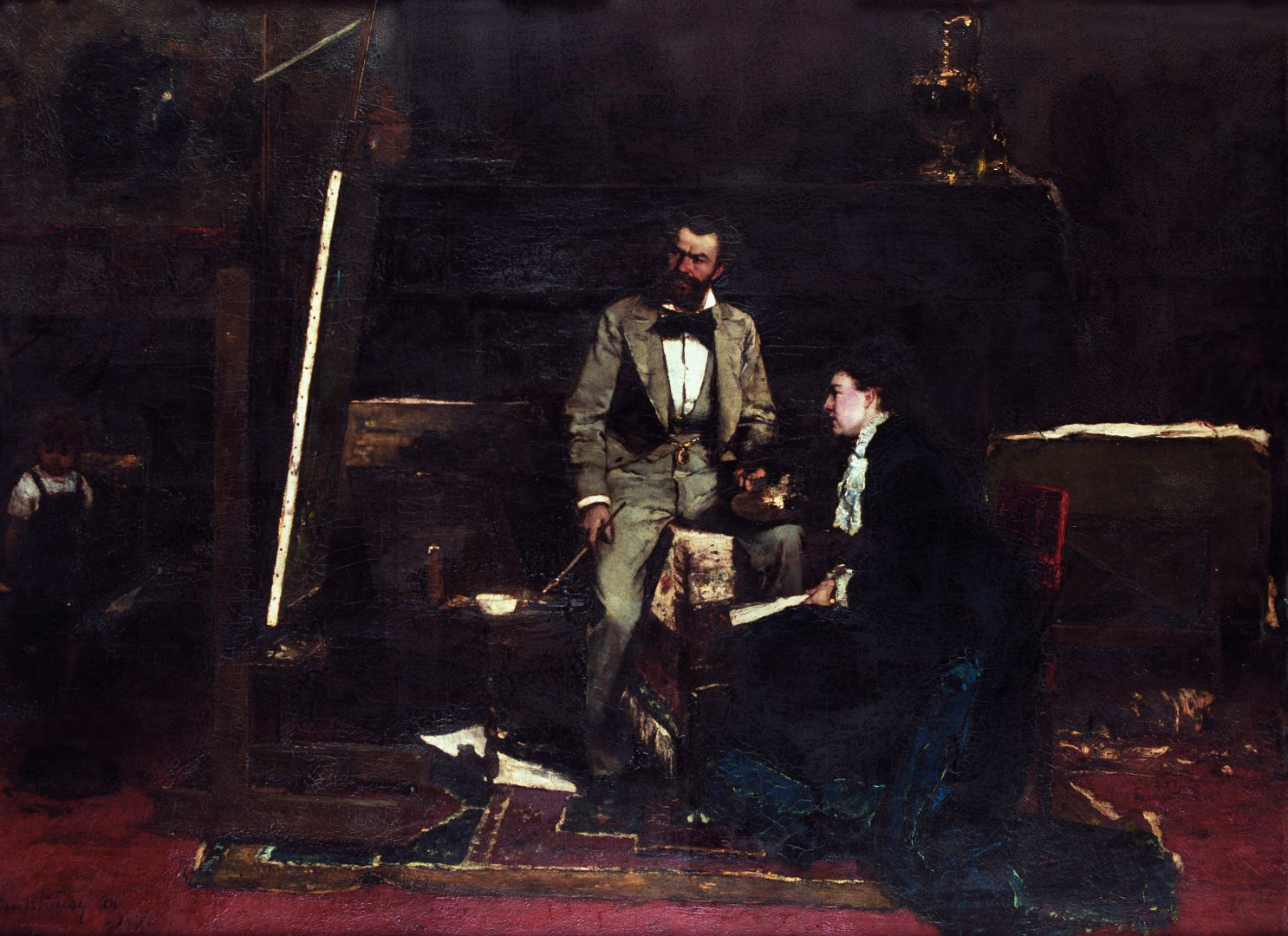
Műteremben (1876)
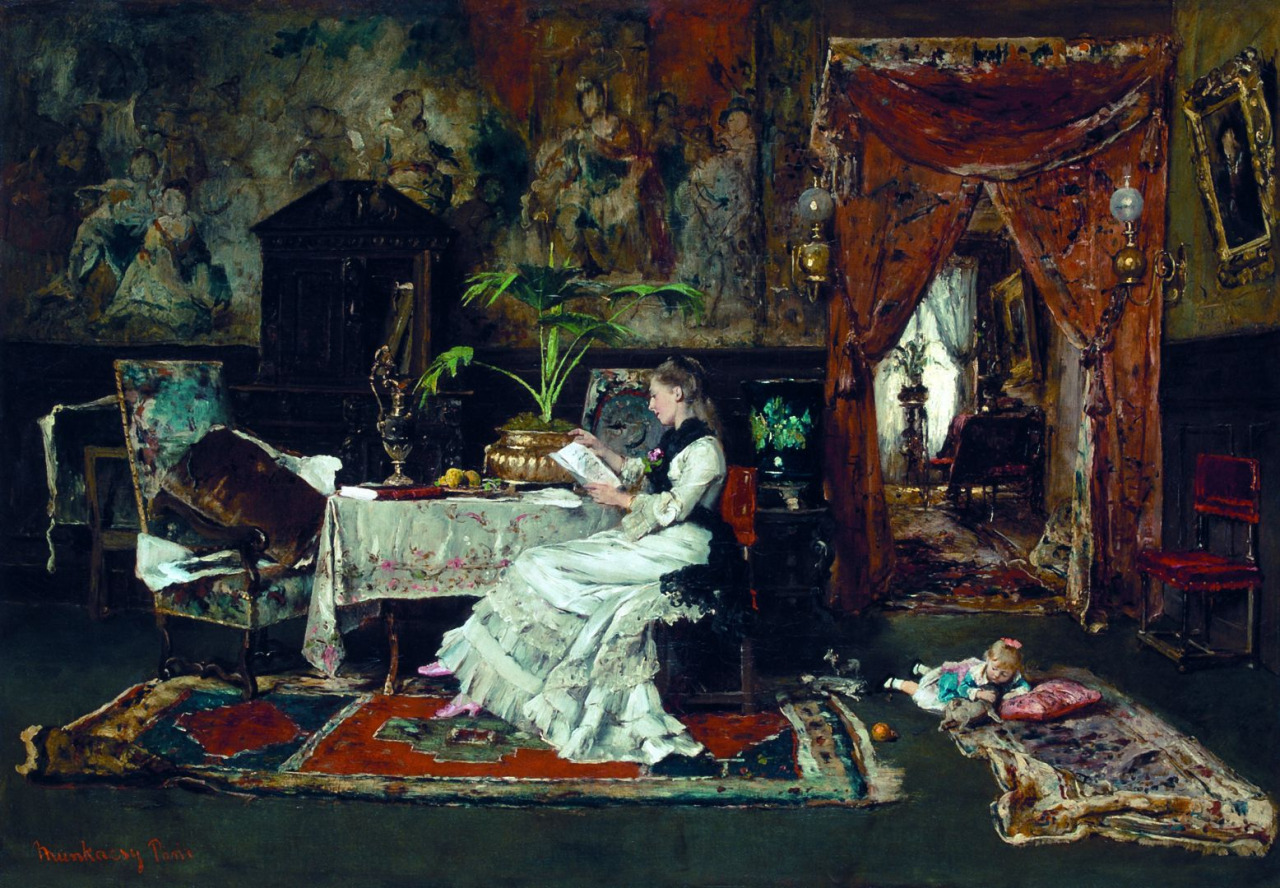
Párizsi szobabelső (1877)
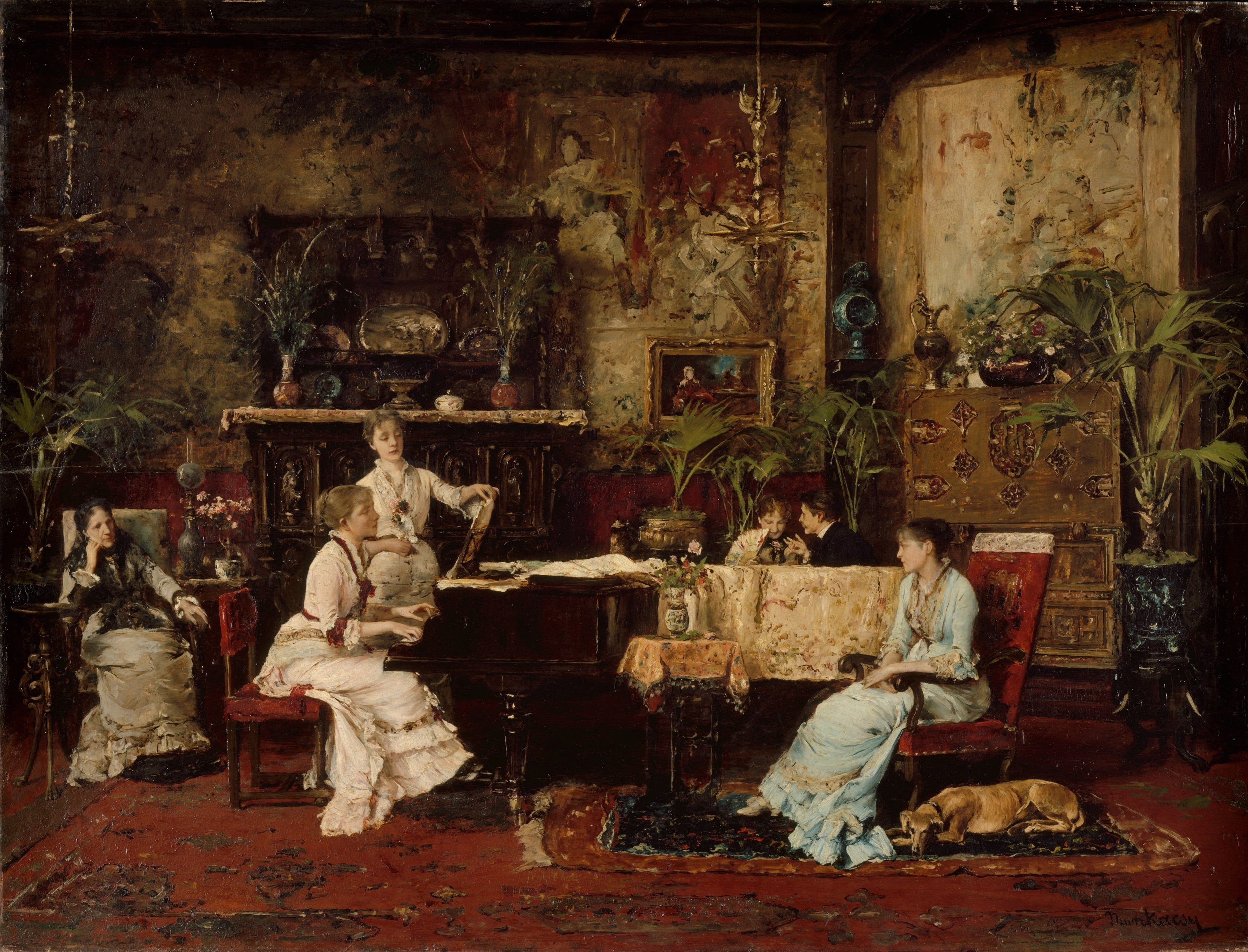
A zeneszoba (1878)
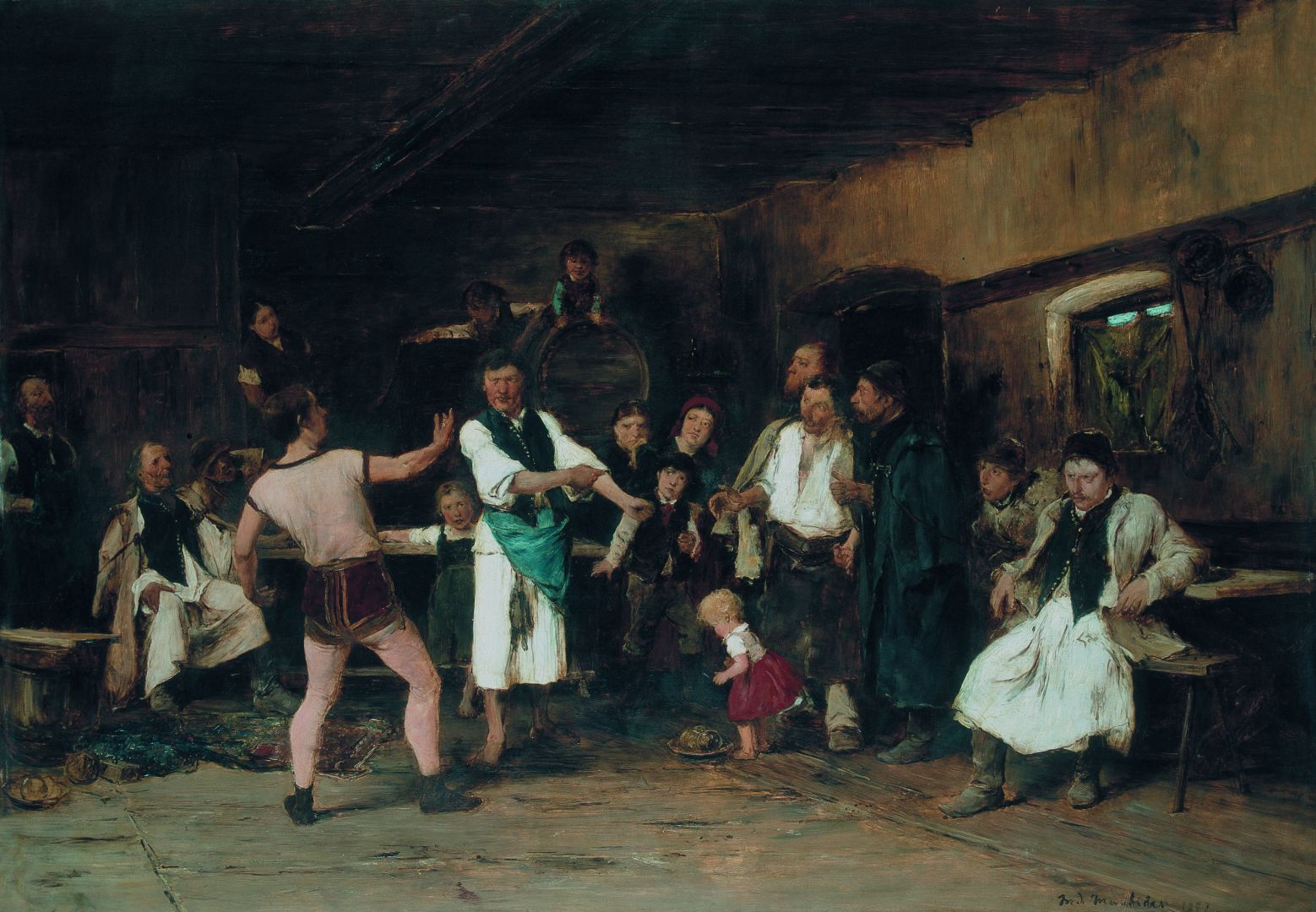
A falu hőse (1882)

### Külföldi sikerek

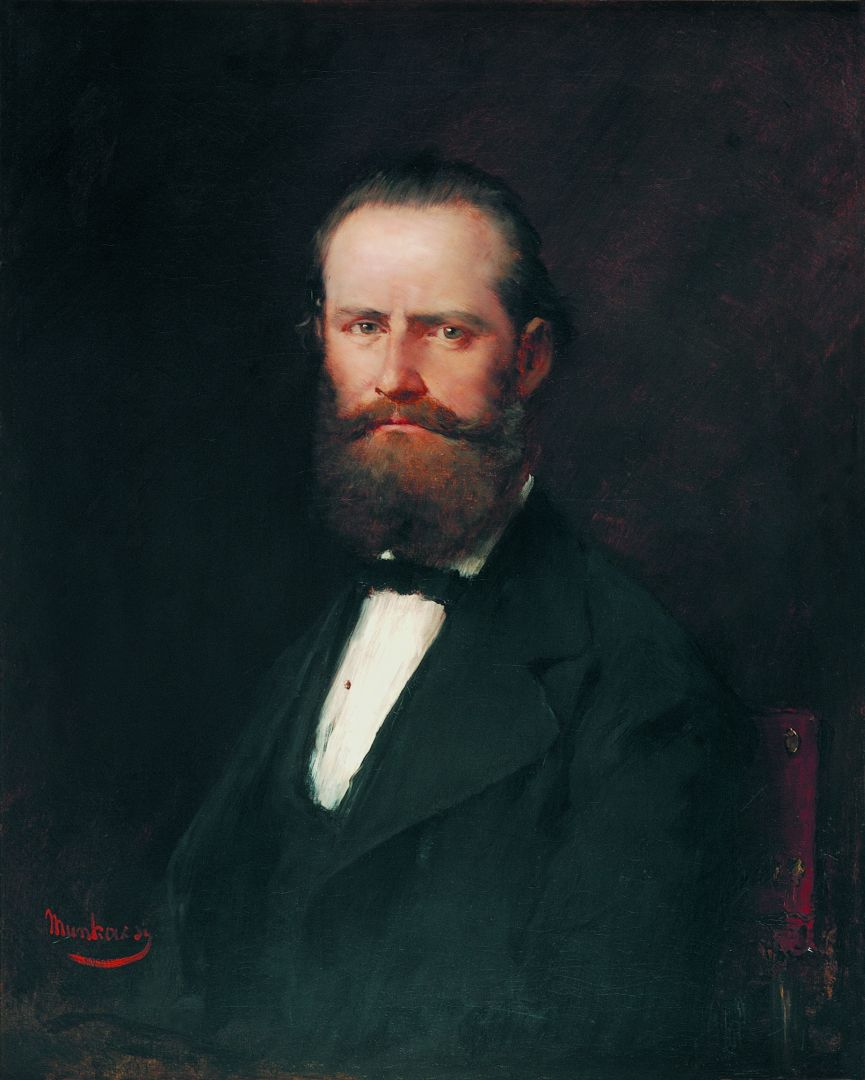
Charles Sedelmeyer osztrák műkereskedő portréja (1879)

Goupil nem vette át a Miltont, azonban Charles Sedelmeyer 30 ezer frankért megvásárolta tőle, egyúttal a reprodukciót is megrendelte. A műkereskedővel végül tíz évre szóló szerződést kötöttek. A kép 1878-ban a párizsi világkiállítás magyar osztályán szerepelt, aranyéremmel díjazták. Neve ekkor a nagyobb közönség előtt is ismertté vált. Sedelmeyer a képet Európa számos művészeti központjában bemutatta, aminek köszönhetően Munkácsy világhírnévre tett szert. A mű tulajdonosa, Robert Lenox Kennedy a kiállítás-sorozatot követően Amerikába vitte, majd a New York-i Lenox (ma Public) Libraryben biztosított helyet számára, ahol jelenleg is megtekinthető. Ugyanebben az évben készítette Pávák című festményét, amely a szalonkép és a tájkép műfaját ötvözi.
1878-ban a Milton párizsi kiállítása alkalmából elnyert aranyérme után, 1879-ben Budapesten megkapta a Vaskorona-rend III. osztálya kitüntetést is. Március 3-án barátja, Paál László elhunyt. Befejezte egyik legreprezentatívabb szalonképét, a Baba látogatóit, később a Délutáni látogatást és Sedelmeyer arcképét.
A Miltont több európai nagyvárosban is bemutatták, így Münchenben, Bécsben, Budapesten és Londonban, s a helyszínekre Munkácsy is ellátogatott. Egy új mű megfestéséhez fogott: Sedelmeyer visszaemlékezései szerint ő vetette fel Munkácsynak, hogy Krisztus kereszthalálát ábrázolja más témákkal együtt (Faust, Az orléans-i szűz), a Pesti Hírlap tudósításai viszont arról számolnak be, hogy Ernest Renan 1863-ban megjelent Jézus élete című, nagy hatású könyvéből merítette az ötletet. A szerzővel Munkácsy többször is találkozott. 1880 júliusától kezdve egy esztendőn keresztül dolgozott a Krisztus Pilátus előtt című képén, a műhöz több színváltozatot és tanulmányt készített, mindegyikhez élő modelleket használt fel. Nem sikerült befejeznie a munkát 1881 tavaszára, amikor a párizsi Szalon megnyílt, mivel családi tragédiák nehezítették életét. Újszülött gyermeke meghalt, palotája pedig kigyulladt. Sedelmeyer saját palotájában állította ki a művet, melynek hatalmas sikere volt. Ebben az időszakban készült még a Siralomház IV. számú változata, a Krisztus a sziklasírban és az Önarckép II., valamint a tájképek közül a Nagymosás és a Holdkelte, szalonképei közül pedig a Reggeli a nyaralóban, a Pálmaházban, az Apa születésnapja, valamint ezeken kívül több virágcsendélet. A munka mellett folyamatosan rosszullétek kerítették hatalmába, ám ennek ellenére kitartóan dolgozott. A trilógia

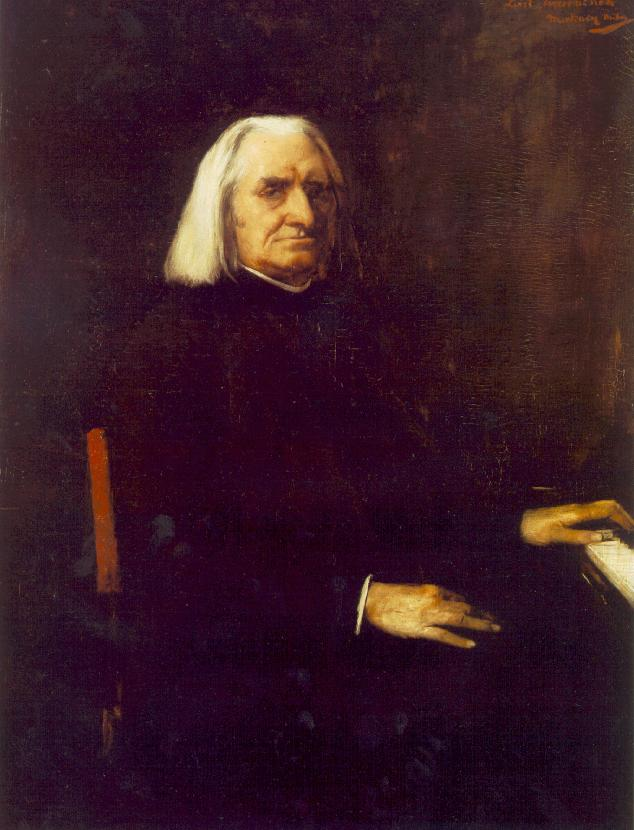
Liszt Ferenc portréja (1886)

Sedelmeyer volt a szervezője a Krisztus Pilátus előtt utaztatásának, Londonban, Manchesterben és Liverpoolban is bemutatták a festményt. A kép bécsi kiállítása alkalmából kapta meg Munkácsy I. Ferenc Józseftől a Szent István-rend kiskeresztjét. Február és március hónapban Budapesten volt kiállítva a mű, itt 80 ezer ember látta a Régi Műcsarnok épületében. Munkácsyt először Budapest, majd 1880. november 4-én Munkács választotta meg díszpolgárává. A Hungária kávéház dísztermében megrendezett vacsorán mint Liszt Ferenccel egyenrangú művészt ünnepelték.[forrás?] A lelkes fogadtatásért cserébe Munkácsy évi 6000 frankos díjat alapított, amely fiatal művészek számára pályázat útján volt elnyerhető. Munkái közül ekkor készültek a Parc Monceau, a Hazafelé és a Legelésző csorda című tájképek, amelyekben plein air szemléletmód jelenik meg, ami realista stílusjegyekkel keveredik. Szalonképei közül jelentősebbek a Zongoránál és Az agár négy különféle változata. Több virágcsendéletet is festett, valamint a Colpachi iskolát, ezenfelül a Zálogház II. és a Falu hőse című képek redukcióit is elkészítette. December 11-én Ferenc József nemességet adományozott a festőművésznek, „munkácsi” előnévvel.
Közben másik Krisztus-képén, a Golgotán is munkálkodott, ehhez sok kompozíciós vázlatot és tanulmányt készített. A Keresztre feszített Krisztus címűhöz, mivel nem talált megfelelő modellt, saját magát feszíttette keresztre és fényképeztette le De Suse márkival. Emellett tájképeket (Mély út, Colpachi táj mosónőkkel) és szalonképeket (Kis cukortolvaj, Kis zongoraművésznő) is festett.
1884 tavaszán befejezte a Golgota című művét, ezt a képét a Skóciából visszaérkezett Krisztus Pilátus előtt című munkájával együtt, a húsvéti időszakban, április 25-én, pénteken állították ki. Sedelmeyer palotájában a külön erre a célra létrehozott pavilonban a két képet egymással szemben helyezték el. Hatalmas sikert aratott a bemutató, Maupassant Markovits Károly néven örökítette meg Munkácsyt Bel ami című regényében.
Ekkor újabb gondolata támadt, igazi hódítóhoz illő gondolat, aki el akarja foglalni Párizst – napóleoni gondolat. Ez idő tájt az egész város odacsődült egy magyar festő, Markovits Károly nagy festményéhez, amely egy Jacques Lenoble nevű műértőnél volt kiállítva, s a hullámokon járó Krisztust ábrázolta. A lelkesedő műkritikusok ezt a vásznat a század legnagyszerűbb remekművének ismerték el.
A kiállítás után a kép budapesti, február 19-i, régi Műcsarnok-beli bemutatójára utazott el, az esemény során Ipolyi Arnold püspök és Haynald Lajos érsek köszöntötték. Egy hónap leforgása alatt 92 ezren látták a Golgotát. Sedelmeyer ezalatt Skóciában és Írországban mutatta be a Krisztus Pilátus előtt című munkát, később Brüsszelben, Amszterdamban, Berlinben és Hamburgban is kiállította. Munkácsy ez évben megfestette Haynald Lajos kalocsai érsek portréját, illetve az Anyai örömök (A dajka) című képeket. 1884 őszén Hans Makart elhunyt, ezért Munkácsy kapott megbízást a bécsi udvartól a bécsi Kunsthistorisches Museum (Képzőművészeti Múzeum) mennyezetfestményére. A reneszánsz apoteózisa című nagy művéhez három színvázlatot festett.
1885-ben Sedelmeyer intézkedett a Golgota további kiállításairól, a képet tavasszal Londonban, ezt követően Leedsben és Manchesterben mutatták be, később pedig Glasgow-ba vitték. Mindenütt nagy sikere volt. Ezidőtájt a Golgota redukcióját is elkészítette, egyúttal befejezte a Szent asszonyok a kereszt alatt című nagyméretű festményét, amely mint A drezdai Pietà lett ismert (1945-ben megsemmisült). Ősszel Munkácsy Salzburgba látogatott, és Münchenben is felkeresett pár múzeumot. Ekkor készült a Mézeshetek című szalonképe, illetve annak két vázlata, valamint újabb színvázlatokat készített A reneszánsz apoteózisa című mennyezetképhez és a Mozart halálához.
Több tanulmányt követően fejezte be 1886-ban a Mozart halálát, melyet tavasszal tártak a nagyközönség elé. A kép mögött Mozart Requiemjét játszotta a zenekar. A bemutató nem aratott olyan mértékű sikert, mint az előzőek, több kritikát is kapott. Liszt Ferenc párizsi ünneplését Munkácsy felesége, Cécile szervezte meg, március 22-én adott estélyt a zeneszerző tiszteletére. A szüleihez írt levelében írta, hogy „Az egész terem felállt, a lelkesedés leírhatatlan volt, Miska és Liszt megölelték egymást.” Három nappal később, március 25-én mutatták be a Szent Eustachius-templomban Liszt Esztergomi miséjét, az eseményen a Munkácsy házaspár is jelen volt. Július 19-én Brüsszelben Liszt még egy utolsó nagy koncertet adott, és két héttel később elhunyt.
Nyáron Sedelmeyer amerikai milliomosokat hozott Munkácsy műtermébe, akikkel megállapodtak arról, hogy a Krisztus-képeket Amerikában is bemutatják. Munkácsy novemberben érkezett meg a bemutatóra, két napra rá pedig a Krisztus Pilátus előtt bemutatóját nyitotta meg. Fogadásán köszöntette Pulitzer József laptulajdonos és C. M. Depew szenátor, Washingtonban pedig Grover Cleveland, az Egyesült Államok elnöke. Még ebben az évben Colpachon elkészítette Liszt Ferenc arcképét, valamint a bécsi Kunsthistorisches Museum mennyezetéhez néhány színvázlatot. Tájképei közül említésre méltóak A colpachi park bejárata, a Fasor, a Colpachi park, illetve Csevegés az erdőben, melyben a szalonkép-motívum is megjelenik, és a Három hölgy a parkban. Fontosabb szalonképei ezen időszakból az Alvó nagyapó és a Nagyapó névnapja. Amíg Amerikában tartózkodott, amerikai műgyűjtő milliomosoknak festett számos arcképet, csendéletet és szalonképet.
1887 januárjában visszatért Franciaországba, ezidőtájt a Golgota és a Mozart halála című képeit Amerikában állította ki Sedelmeyer, aki vevőt is talált mindkét képre. John Wanamaker multimilliomos amerikai kereskedő és reklámszakember a Krisztus Pilátus előttért 160 ezer, a Golgotáért 175 ezer dollárt fizetett. Ezután a képeket kiállította saját házában, majd később a Philadelphiában található Wanamaker Áruházban is. Az 1887-es évben Munkácsy főként szalonképeket festésével foglalkozott (Alvó kisgyermek, Pamlagon, Merengő nő, Csevegés a parkban), további nevezetesebb munkái a Mosónők újabb változata, Mosónők az erdőszélen, valamint a Tájkép mosónőkkel.
Az amerikai milliomosok rendre felkeresték Munkácsyt műtermében, ahová Wanamaker és Pulitzer ajánlólevelével érkeztek. Többnyire arcképeket és szalonképeket rendeltek meg tőle. 1888-ban felbontotta tízéves szerződését Sedelmeyerrel, mivel úgy érezte, hogy a kereskedő kihasználja őt, azonban továbbra is tartotta vele a kapcsolatot. Ebben az évben is számos szalonképet festett, a Ballada két változatát, az Elbeszélést, a Flörtöt és a Hímző leányt. Befejezte a bécsi Kunsthistorisches Museum számára készített A reneszánsz apoteózisa című mű 4×4 méteres, nagyméretű vázlatát is. Elnyerte az Országos Képzőművészeti Társulat aranyérmét, és tanítványa lett Rippl-Rónai József festőtanonc is, akinek érdekében szót is emelt.

„… igen sokszor ebédeltem és báloztam Munkácsyéknál. Ebben az időben járt hozzájok Dumas Fils, Carolus Duran, Bonnat, Jean Paul Laurens, Alphons Daudet, Ambrois Thomas, Reményi Ede, Zichy Jenő, Milán szerb királlyal, Türr tábornok, Gervex, Duez, néha Besnard és más neves és névtelen emberek, de leggyakrabban Chaplinné a leányával, kinek külön fejezetet kellene szentelni Munkácsy életírásában. Ezt a bizonyos, szűkebb körű párisi társaságot minden pénteken délután a zsúrokon éveken át láttam. A hölgyek, úgy a vének, mint a fiatalok, mindig igen csinosan, szépen öltözködve, kellemes társaság voltak, de egy kissé üresek, szellemeskedők, fecsegők s mindig - ugyanazok. Néhány év untig elég ahhoz, hogy az ember megunja. Pedig Munkácsyné zseniális ügyességgel tudta az összejöveteleket rendezni, Földváry Emma kisasszonnyal egyetemben, ki náluk gyakran megfordult és bájos egyéniségével valósággal elragadta a társaságot.…”

– Rippl-Rónai József: Emlékezések (részlet: Munkácsy Mihályról)

1889-ben nagy szerepet játszott abban, hogy Magyarország méltóan részt vehessen a párizsi világkiállításon, a Párizsi Magyar Egylet és az Osztrák–Magyar Képzőművészeti Szakbizottság elnökeként el is érte célját.
A reneszánsz apoteózisa 1890-ben került a helyére. 1890-ben a vértanúk emlékművének leleplezésére Békéscsabán át Aradra érkeztek feleségével, visszafelé megszálltak a Fiume Hotelben. Október 11-én tiszteletére estélyt rendeztek az Országos Kaszinóban, itt másokkal egyetemben Jókai Mór is köszöntötte Munkácsyt.
1891-ben az akkor épülő Országház számára megrendelt Honfoglalás című képhez különböző embertípusokról számtalan fotótanulmányt készített, modelleket, kosztümöket és kellékeket gyűjtött hozzá. 1891. október végén tért vissza Párizsba, ahol elkészítette a nagyméretű kép kartonját és végleges tervét. Ez a nagyméretű szénvázlata később Szegedre a Móra Ferenc múzeumba került. Titkárával, Écsy Ferenc József festő-fényképésszel együtt járta be az országot, és levéltárakban kutatott az archeológiai és antropológiai hűség érdekében.
Mindenhol lelkesen fogadták, Bánffyhunyadon például élőképpel emlékeztek Krisztus Pilátus előtt című képére. Ugyanebben az évben készítette el a Virágok áldozatát és a Pulitzerné és Blumenthálné arcképét. Szegeden megtekintette Balázs Sándor és Szigligeti Ede Sztrájk című előadását, feltételezhetően ennek hatására fogott hozzá Sztrájk című festményéhez. 1892-ben befejezte a Mosónők újabb változatát, illetve a Hírnök (Levelet olvasó hölgy) című képének tanulmányát és két variációját, melyek holland típusú szalonképek. Az Ebéd után című képéhez tanulmányt és több változatot készített, akárcsak a Szerelmi vallomáshoz. Honfoglalás (Árpád) című művéhez is nekilátott, két színvázlatot festett hozzá.
1893-ban fejezte be a Honfoglalást, s az év végén be is mutatták a párizsi Georges Petit Galériában, később pedig Magyarországon is. A Sirató asszonyok a keresztfánál című művéből két változatot is festett, a Búsuló betyárból két késői variációt készített, egyúttal harmadik Krisztus-képéhez, az Ecce homóhoz színvázlatokat és tanulmányokat festett. A kép nagyméretű színvázlatát egy antwerpeni kiállításra küldte be. Ugyanekkor készült el Sztrájk című képének három színvázlata, majd Türr István tábornok és Cecile von Barnewitz arcképei. A Murciai földrengés című képtervéhez is készített egy tanulmányt. 1894-ben járt utoljára Békéscsabán.

### Késői korszakából galéria

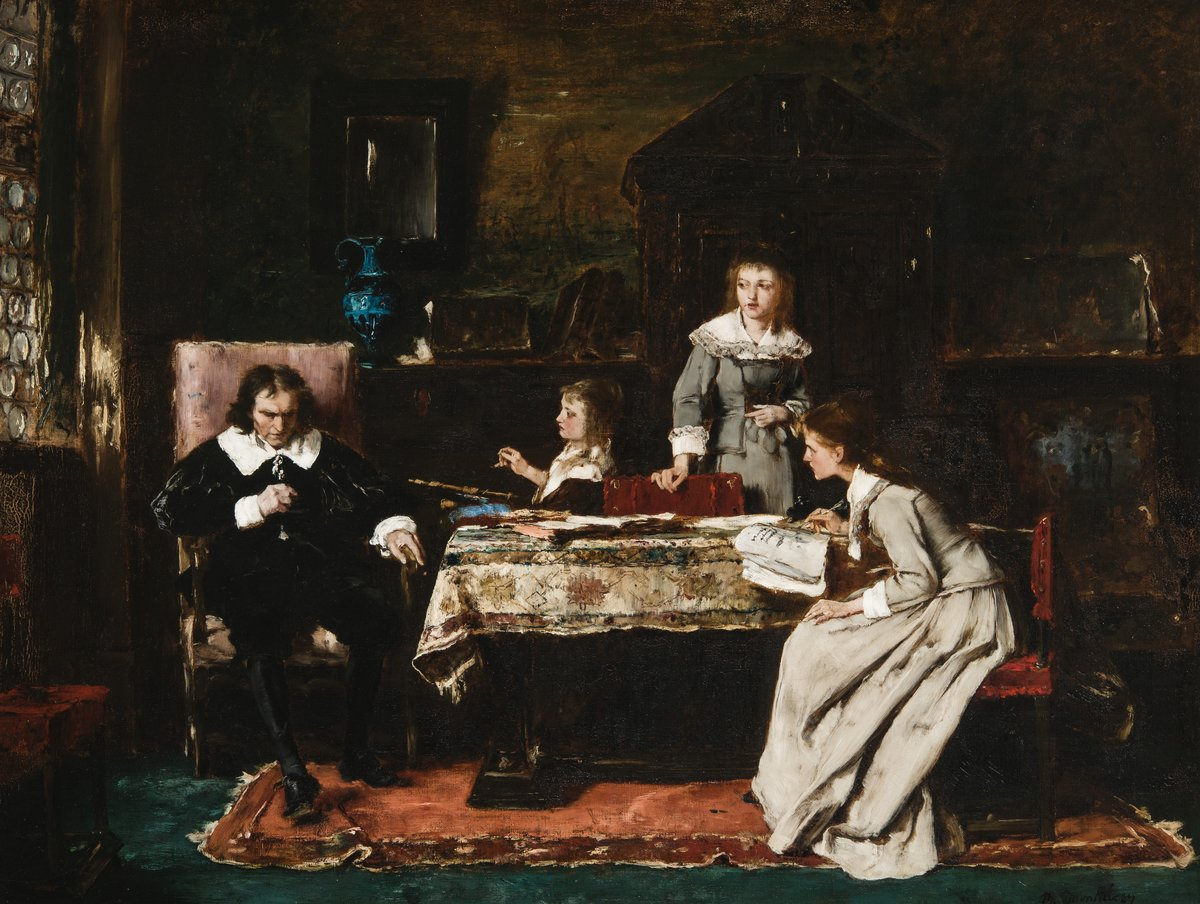
A vak John Milton diktálja leányának az Elveszett paradicsom című művét (1878)
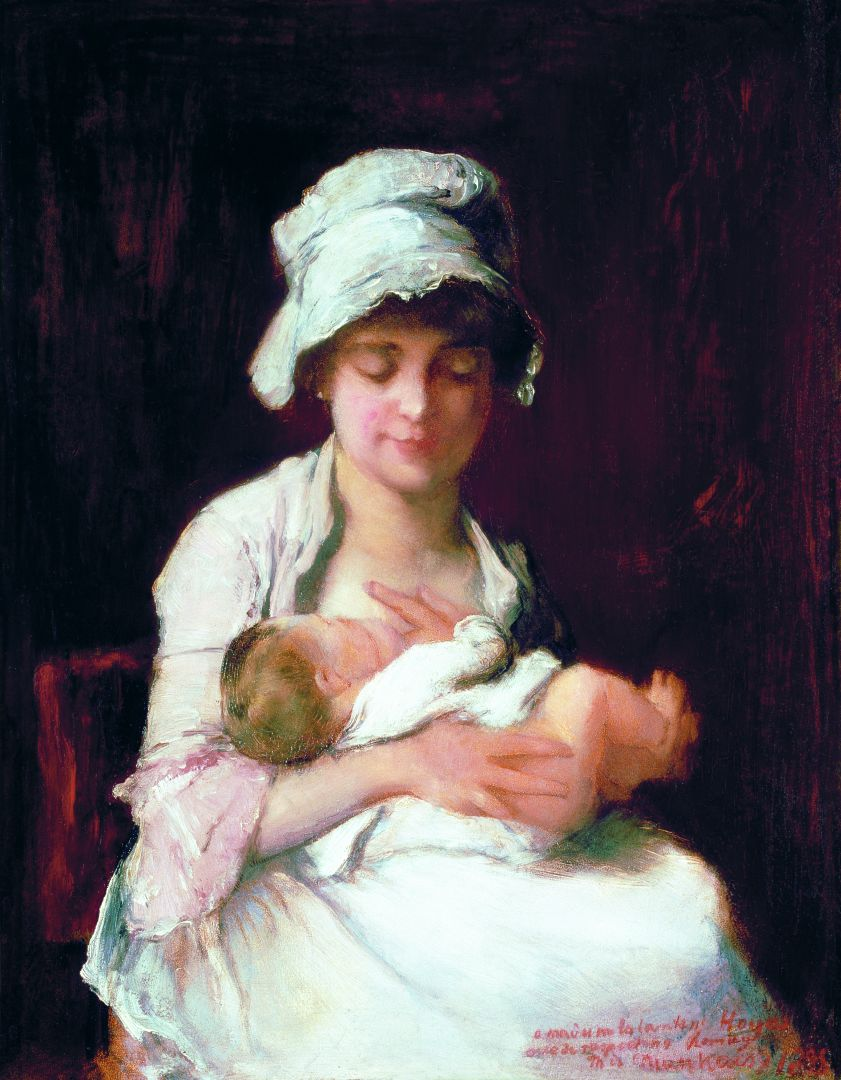
Anyai ösztön, tanulmány (A dajka) című képhez (1885)
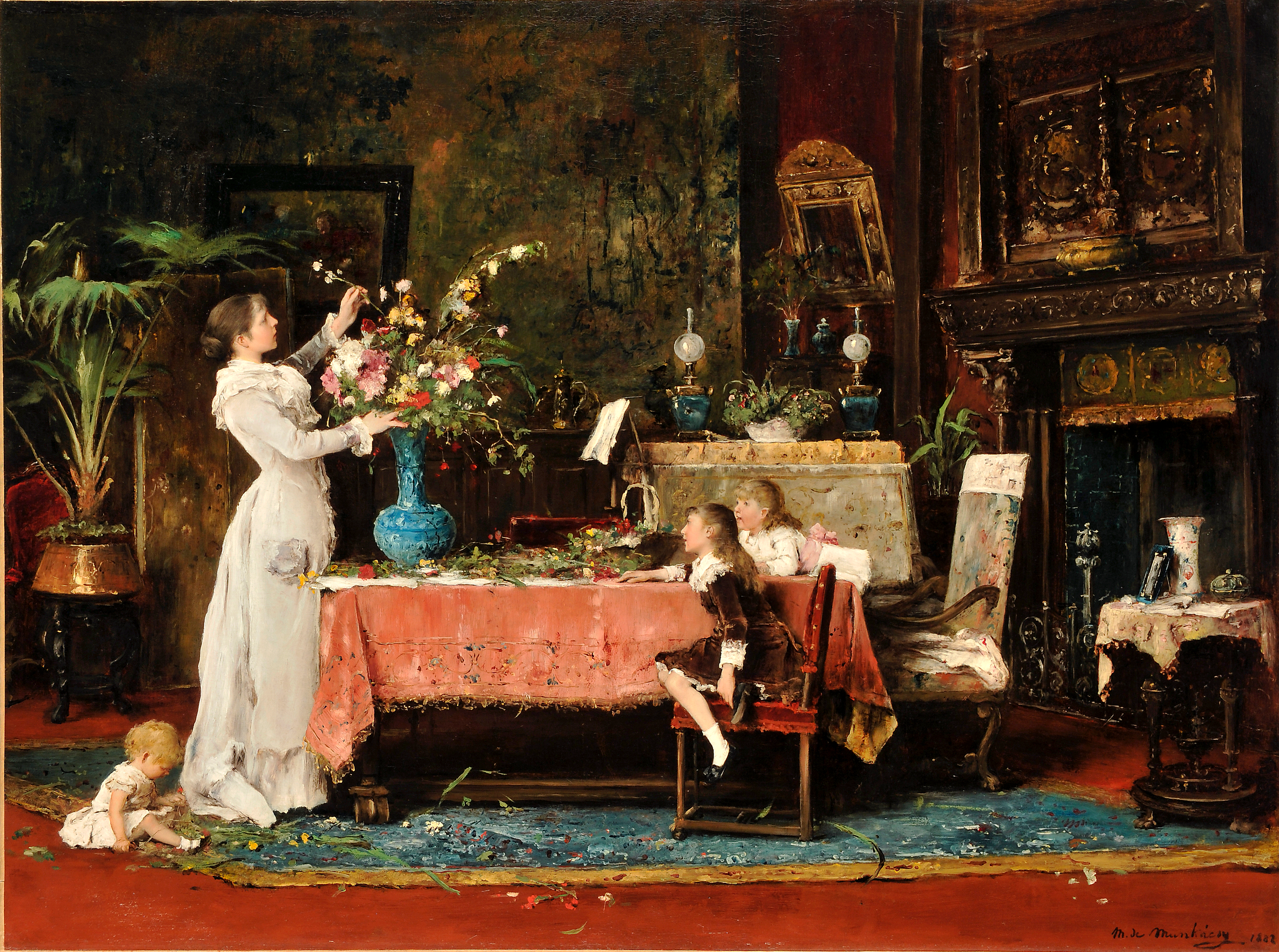
Készülődés a papa születésnapjára (1882)
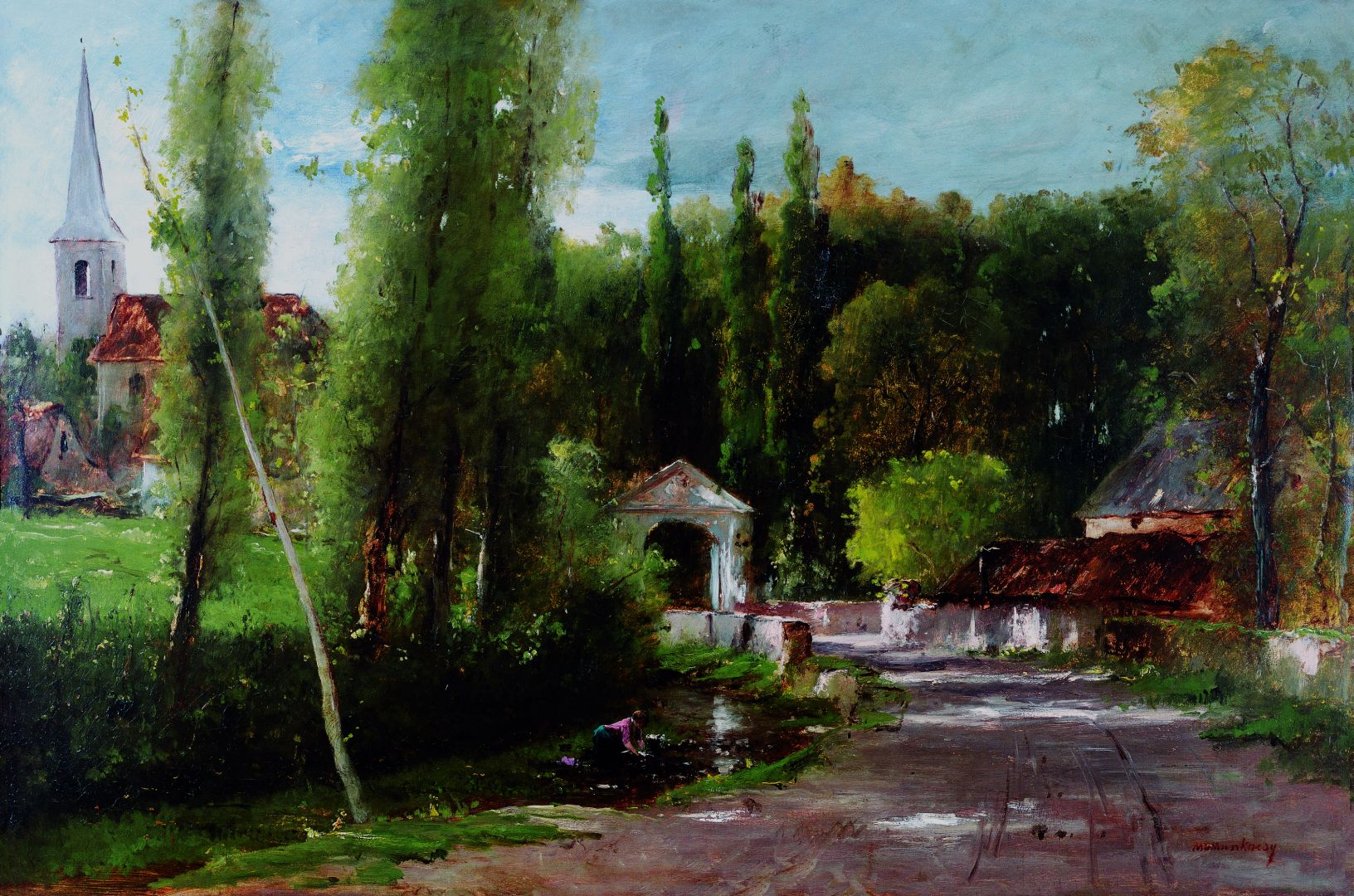
A colpachi park bejárata (1888)
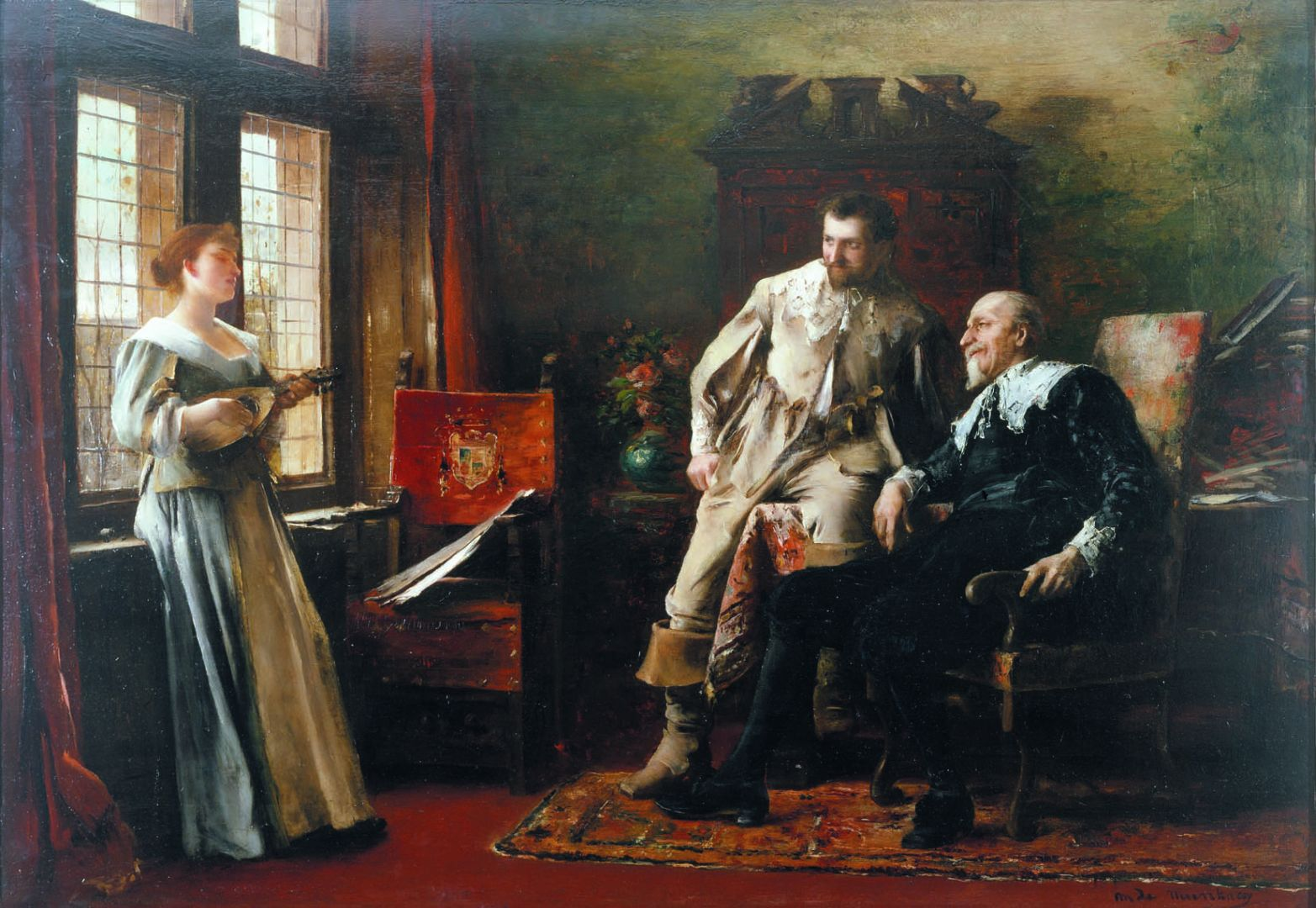
Ballada (1888)
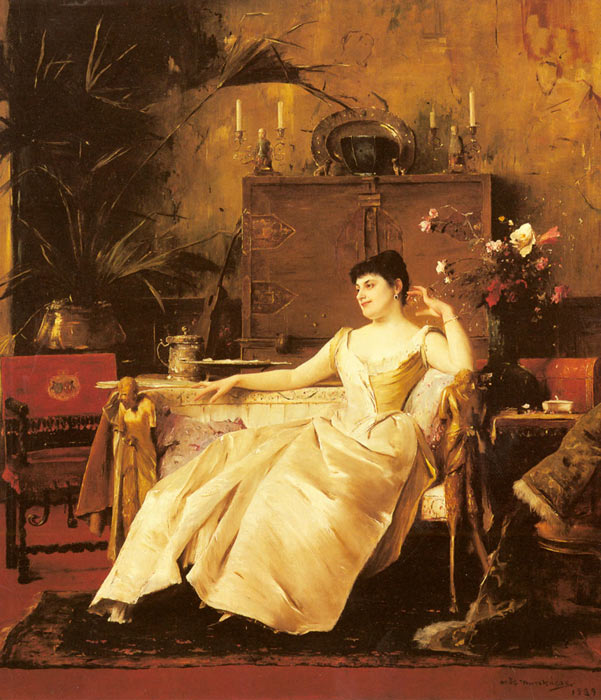
Soutzo hercegnő portréja (1889)
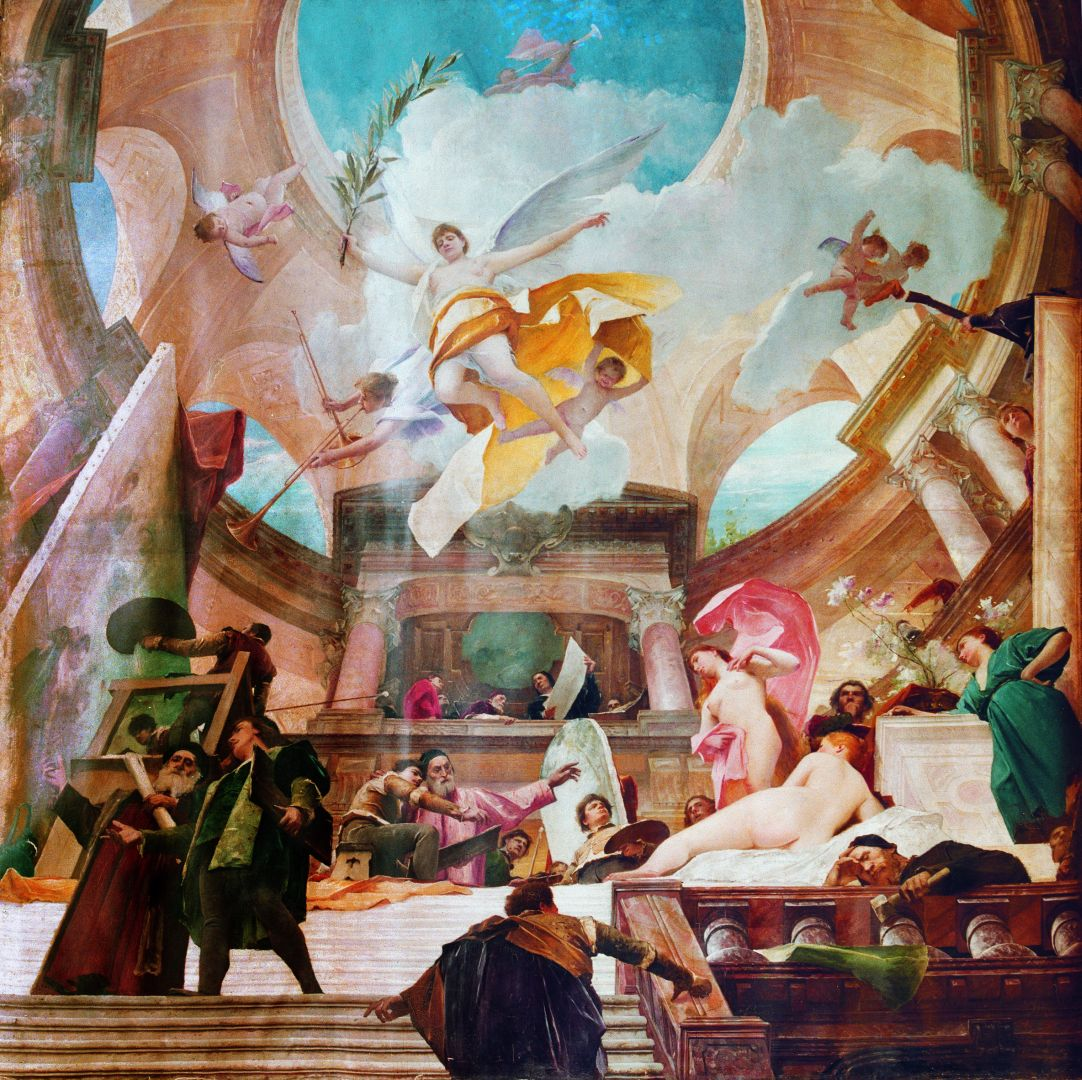
A reneszánsz apoteózisa, Kunsthistorisches Museum, Bécs

### Utolsó évei

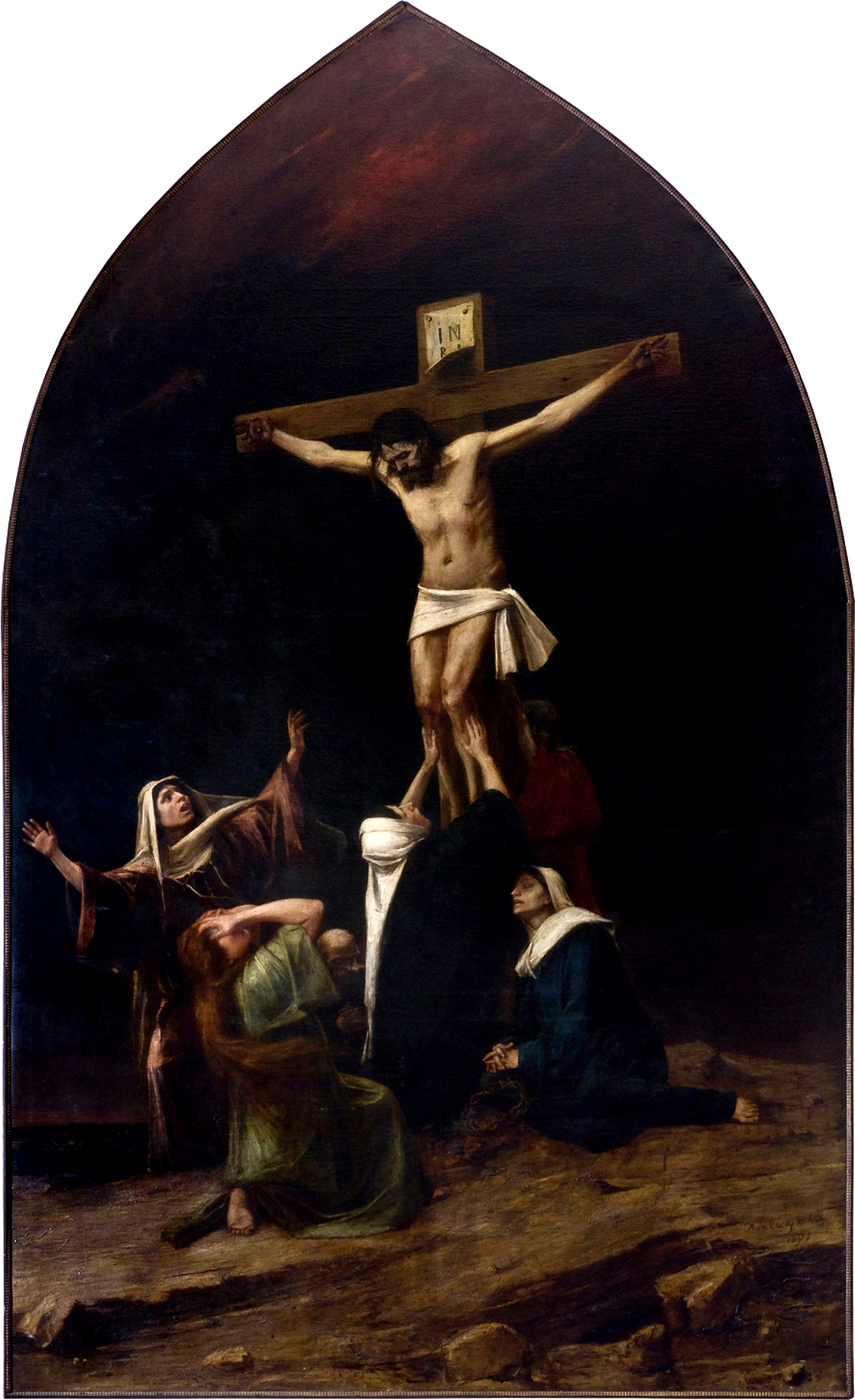
Sirató asszonyok a keresztfánál (1895)

Élete utolsó éveiben a világhírre szert tett festőt, érezve a növekvő hazai megbecsülést, erősen foglalkoztatta a magyarországi hazatérés terve, melynek ügyében tárgyalásokat is folytatott. Levelei arról tanúskodnak, hogy egy akadémiai tanári állást szeretett volna betölteni, terve azonban nem vált valóra. 1895-ben lett kész a Sztrájk végleges változata, a terebesi Andrássy-kápolna részére készített Sirató asszonyok a keresztfánál című nagyméretű művét is befejezte ebben az évben. A Ne sírj! (A nagy bánat) című munkájához két variációt, az Ecce homóhoz három tanulmányt festett. Visszautazott Párizsba, ahol titkárával, Malonyai Dezsővel leltárba vették az Avenue de Villiers 53. szám alatt levő párizsi palota műtermének állományát.
1896-ban az elkészült Ecce Homót, a Krisztus-trilógia harmadik darabját Budapesten mutatta be, és részt vett a millenniumi ünnepségeken. A végleges változat az Andrássy út végén felállított pavilonban került kiállításra. Nyáron a képre 315 ezer érdeklődő volt kíváncsi, bemutatója után ünnepségsorozatot rendeztek. Munkácsy megjelent az Apponyi grófnál megrendezett estélyen és az Akadémián megtartott fogadáson is. Utóbbi helyről azonban eljött, ugyanis rosszul lett.
Élete utolsó szakának zavaros tettei arra bírták a nagy festő családját, hogy Laufenauer tanárral, a kiváló magyar elmegyógyásszal figyeltették meg. A diagnózis: tábesz volt és beigazolódott, mert Munkácsyn nemsokára kitörtek a nyilvánvaló elmeháborodottság jelei. Munkácsy a Bajza-utcai villában Fesztyék vendége volt, mialatt Laufenauer figyelte. Jókai tudott erről és valami különös intuícióval, szinte előérzettel tiltakozott a megfigyelés gondolata ellen, mintha már 1897 februárjában megsejtette volna, hogy ugyanaz a Laufenauer Károly őt is meg fogja nemsokára titokban figyelni.
Istenem!… «Hát biz az én árva gyermekségem az oka annak», – mondá Munkácsy. – «Nem voltam én soha olyan mulatós. Nem is bírtam soha. A legvígabb társaságban is elfáradtam már éjfél felé és beteg lettem volna, ha erőltettem volna. Az italt egyáltalában nem bírtam. Hiszen egész nap dolgoztam, jól esett nekem mindig a pihenés este. Kakas természetem se volt, csöndes vérű ember voltam én fiatal korom óta, mindíg és…
Hanem suhanckoromban történt, ami bizony annyi emberrel megesik, hogy valami betegség ért. Nem is igen vettem észre eleinte, tudni se tudtam hozzá, panaszkodnom se volt kinek. Hogy gyógyíthattam volna?… Ha Lángi mesternek szólok, hát legfeljebb megtépett volna, a rokonaimnak meg féltem szólni róla. Amit itt-ott a műhelyben hallottam, azzal próbálgattam kúrálni. Szinte két esztendeig kínlódtam vele. Ha a nagybátyám észre nem veszi, tán el is vitt volna az ördög. Asztaloslegény koromban, amikor már keresni tudtam, akkor gyógyultam ki teljesen. Ez lehet a gerincbajom oka és a szememet is ez gyöngitette talán meg.»
Laufenauer megnyugtatta, hogy hisz így még szelídebb, szerencsésebb az eset.
Az idegrendszert illetőleg pedig, a nyugtalanságot, lehangoltságot, főfájásokat s az emésztési zavarokat majd legyúrjuk!
Idegei felmondták a szolgálatot: 1897. február 4-én kitört rajta a téboly. Egyre romló idegállapota miatt először Baden-Badenba, majd a Bonn melletti, endenichi szanatóriumba szállították. Soha többé nem tért már teljesen magához.
Fiatalkorában szifiliszt kapott, ami az 1880-as évektől kezdődően előbb tábesszé, majd paralízissé fejlődött; halála előtt elhatalmasodott rajta az elmebaj, és hosszú szenvedés után 1900. május 1-jén hunyt el. Halálát követően nem sokkal a 19. század szörnyű betegsége, a treponema pallidum pallidum baktérium által okozott, nemi úton terjedő szifilisz gyógyíthatóvá vált.
Munkácsy utolsó napjaiban elég jól érezte magát a gyógyintézetben és senki sem gondolta, hogy a végső órák már oly közel vannak. Május elsején a beteg állapota hirtelen rosszabbra fordult, úgy hogy az orvos, dr. Helm, táviratban hivta Munkácsynét férjéhez. Munkácsyné sietve utazott Endenichbe, s délelőtt tizenegy órakor érkezett. A beteg ekkor már ágyba kívánkozott, lefeküdt, neje felé fordult megszorította kezét és mondani akart neki valamit, de nem tudta magát kifejezni. Zavarodott tekintettel nézett feleségére és az orvosra. «Ezek utolsó perczei», szólt meghatva az orvos. Csakhamar meg is kezdődött a halálküzdelem, mely azonban csak néhány perczig tartott. Déli egy órakor Munkácsy Mihály csendesen elszenderedett s elaludt örökre.

### Temetése
Munkácsyt halála után Endenichben, a szanatóriumban ravatalozták fel, ahol fölötte a Krisztus Pilátus előtt című festményének reprodukcióját helyezték el. Közben Magyarország halottjának nyilvánították, és Budapesten állami temetést rendeztek a tiszteletére. Halála hírére gyászba borult szinte az egész ország, az országgyűlés, a főváros, amelynek díszpolgára volt, külön megemlékezett róla. Bonnból május 5-én indult a gyászvonat, amely május 6-án érkezett meg Budapestre. Hazaszállítása után a Műcsarnokban ravatalozták fel. Az épület köré kordont feszítettek, mivel százezrek rótták le kegyeletüket, és csak belépőjeggyel lehetett megtekinteni a ravatalát. Temetése május 9-én a Kerepesi temetőben volt, ahol végső útjára hatalmas tömeg kísérte el. A búcsúbeszédet festőtársa, Telepy Károly mondta. „A »via crucis« véget ért. A mester hosszas és kínos szenvedései után most már megnyugodhatik. Porai a hazai földdel vegyülnek össze, azzal a földdel, melyből alkotásaihoz színt, erőt és lelkesedést merített. Emlékének nemzet adózik soha el nem múló kegyelettel” – írta a Vasárnapi Ujság az 1900. évi 19. számában.
Móricz Zsigmond így írt festői pályájáról 1910-ben: „A munkácsi kis árva, elhagyatva, száz baj között, semmi nélkül indult el a világon. És a nagy-nagy művész az egész emberiség gyásza mellett szállott a koporsóba. És ez a kettő ugyanaz az egy személy volt. Ez a mai világ mesehőse! És ez az út nyitva, minden ifjú előtt.”

## Festészete

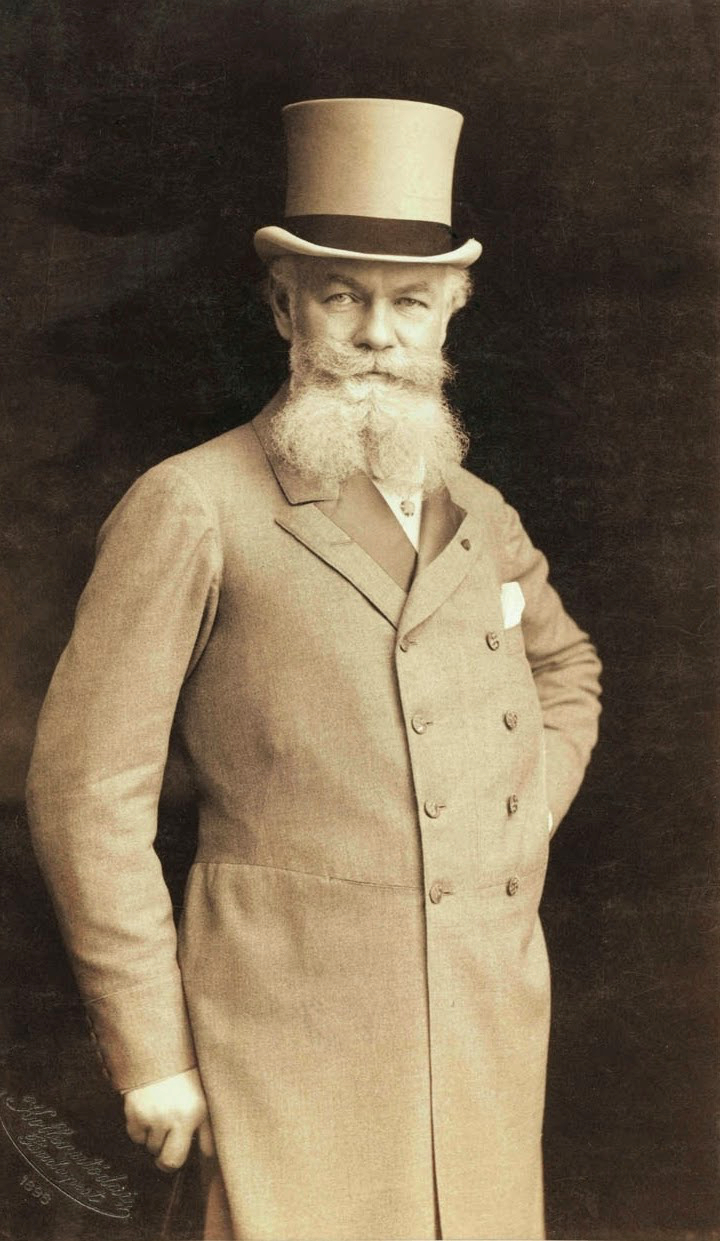
Munkácsy Mihály festőművész (fotó) 1898 körül

Világhírű a Siralomház című képével lett, melynek kompozíciója és ábrázolása eredeti és magával ragadó. A mű sikerének köszönhetően új korszak következett festészetében. Külföldre mehetett, és előbb Düsseldorfban, majd Párizsban olyan hírnevet szerzett magának, ami lehetővé tette, hogy bekerülhessen magas társadalmi körökbe. Kapcsolatainak köszönhetően gazdag emberek portréit készíthette el, s emellett jelentős a tájképfestészete, valamint vallási tárgyú és a magyar történelemmel foglalkozó képei is méltán megérdemlik a figyelmet. Az emberábrázolás nagymestere volt, impozáns méretű kompozíciói elnyerték a közönség tetszését. Súlyos betegsége miatti, viszonylag rövid alkotói pályafutását korszakokra lehet bontani. A kezdeti időszaka lezárult a Salonban történt sikeres bemutatkozásával. Ekkor kezdődött meg fő alkotó korszaka, amikor a festészete kiteljesedett, és ennek egyik legjellemzőbb alkotása a Rőzsehordó nő (1873). Festészetének lezárását az úgynevezett késői, az 1878 után készített képei jelentették.
Társadalmi és családi életének fényes külsőségei mögött fokozódó alkotói magányossága, a formai modernizmussal szembeni értetlensége, és az az erőfeszítés, hogy nagy historizáló képeinek valamilyen valóságalapot adjon, vezetett utolsó korszakának irracionalizmusához.
Művei közül kiemelkednek vallási tárgyú képei, melyek közül a Krisztus-trilógia méltán lett világhírű.
Munkácsy parázsló horizontjai, szenvedélyes fái és erdői ezért a képzőművészetnek ahhoz a fejlődési vonalához is közel állnak, amely Caspar David Friedrich antropomorf tájaival és emberi érzelmeket megjelenítő romantikus fáival kezdődött. A naturalizmus vagy az akadémizmus rejtettebb ösvényein keresztül is továbbélt ez az örökség, és elvezet a századvég szimbolizmusához, amikor ez az embert jelképező természettudatos művészi programmá válik, és Van Gogh vagy Csontváry képein félreérthetetlen nyíltsággal szólal meg.
Debrecenben a Déri Múzeum őrzi a Krisztus-trilógia két képét (Ecce homo, Golgota), a Krisztus Pilátus előtt című képet pedig jelenleg Kanadában őrzik. Azokat az érzéseket és esendőségeket eleveníti meg a Bibliából, amelyek minden keresztény embert megindítanak.
A legismertebb magyar festők egyike, akinek ritkán árverésre kerülő képei csillagászati áron kelnek el. Például a Poros út I. című képéért 2003-ban 220 millió forintot adtak.

### A „bitüm”, Munkácsy sötét alapozómasszája
Munkácsy számos festő kortársához hasonlóan bitumenes aláfestést használt a képein. Ezt az alapozókeveréket Munkácsy düsseldorfi korszakában használta először az 1860-as évek végétől, és csak 1878-tól tért vissza a mesterséges, festéküzletekben is kapható bitumen használatára. A bitümnek nevezett alapozóanyag hatása a korai Munkácsy képek tragikus állagromlását idézte elő. A minőségromlás viszonylag hamar, néhány éven belül a képek elkészülte után már megindult. Amikor Munkácsy tapasztalta képeinek drámai sötétedését, lecserélte a műtermében használt alapanyagokat. A képek sajnálatos romlása miatt mára már csak néhány szín és fény jelzi a bitümmel alapozott képeknek a kompozícióját, maga az eredeti művészi ötlet azonban elveszett. Ennek az az oka – amint Malonyai Dezső írja–, hogy Munkácsy főleg az 1880-as évekig, de sajnos néha még később is bitümmel dolgozott. Az alkotás lázában sokszor megváltoztatta az alakok helyzetét, újra átfestette őket, így az egyszer már elkészült képet a bitumenes alapozóval ismételten lekente. Ezek a „bitüm” rétegek sajnos csúszkálnak egymáson, a meg nem kötődött festékanyag pedig időnként kifolyik.
Munkácsy észlelte anyaghasználata visszásságait, így az 1880-as évek közepétől áttért a legbiztonságosabb, kémiailag legstabilabb festékek használatára. Munkáin olyan alapozást alkalmazott, amely nagyon erősen szívó alap, így sok esetben a Munkácsynál megszokott olajos barna szín is bemattult, fénye megszűnt. A bitüm a felületen a különböző kémiai kölcsönhatások miatt elkezdett változni. Az egyik fő változást a vas-oxid por (ami nem más, mint korabeli kerítésfesték por alakban) oxidálódása okozta, mely oxidáció nem feltétlenül az ismert vöröses rozsdaként mutatkozik meg, színe fekete is lehet (példa a 16 ismert vas-oxid-módosulat közül képlet és színek szerint: Fe2O3 vörös – Fe3O4 fekete). A bitümmel festett festményeket ért vízpára, a levegő páratartalma befolyással van a festmények felületének állagára, mint ahogy a hideg-meleg váltakozás is, mely egyre több repedést indukál a felületen. Fontos változás lehet a szappanosodás is, amikor szürke réteg jelenik meg a festmények felületén. Ez a szürke réteg nehezen, de eltávolítható; viszont a folyamat megállíthatatlan.
A festmények romlása jelen tudásunk szerint nem állítható meg, mivel bonyolult kémiai és fizikai folyamatok összetett hatása eredményezi a felület besötétedését.
A bitümnek nevezett massza szilárd alapanyagok és különféle adalékok keveréke volt, amit Munkácsy méhviasz, propolisz, lenmagolaj, vas-oxid por, masztix, gumiarábikum és egyéb anyagok keverékéből állított össze. De ez a meleg tónusokat biztosító alapozó, idővel kártékonynak bizonyult. Nagyobb mennyiségben alkalmazva az alapozás nem száradt ki és nem rögzült, hogy természetes úton, az idő viszontagságainak következtében kialakuló patina bevonhassa, hanem a festmények többsége elvesztette a színét, ráncosodni kezdett, a melegben nyúlt, a hidegben összezsugorodott, így a bitümréteg tetején a színes festékrétegek kis szigetekként úszkálnak. Különösen megviselte a bitüm a Siralomházat, a Tépéscsinálókat, a Miltont és a többi ilyen anyaggal készített művet is. A restaurátoroknak komoly gondot okoz a Munkácsy-képek folyamatos karbantartása. A szakemberek abban bíznak, hogy klimatizált helyiségben, a megfelelő relatív páratartalmat biztosítva, a romlás folyamatát le lehet lassítani, amíg ki nem dolgoznak egy hatékony eljárást a bitumen stabilizálására.

### A Krisztus-trilógia
A trilógia elsőként elkészült, Krisztus Pilátus előtt című képét 1882-ben állították ki először Magyarországon, az 1877-ben felavatott budapesti Régi Műcsarnok nagytermében, amelyről így tudósított a korabeli újság:
Munkácsy Krisztus-képe e hó 21-én volt utolszor látható a műcsarnokban, s még akkor este becsomagolták, s elküldték Bécsbe, Sedelmayer megbízottjához. A kiállítás alatt a képet százezernél többen nézték meg ; az összes bevétel 38,422 frt, s a fényképekből is 3-4000 frt. A kép becsomagolása, felgöngyölése a legnagyobb felügyelet alatt történt. A jelenvoltak jegyzőkönyvet állítottak ki, hogy a képnek semmi sérülése sem volt, s aztán a viaszos vászonba takart nagy csomagot pecsétekkel is ellátták. A képet a rámából kivéve, egy nagy fahengerre bonyolították, s az elkészült csomag, ládástól együtt 30 mázsa. A kép tulajdonosa 400,000 frtra biztosította a festményt a szállításra. A Krisztus-kép jövedelme után 10.173 frt illeti meg a képzőművészeti társulatot, a fényképek után 810 frt, tehát összesen 10.983 frt. E jövedelem arányában 1400 frtig adóztatták meg a képet.

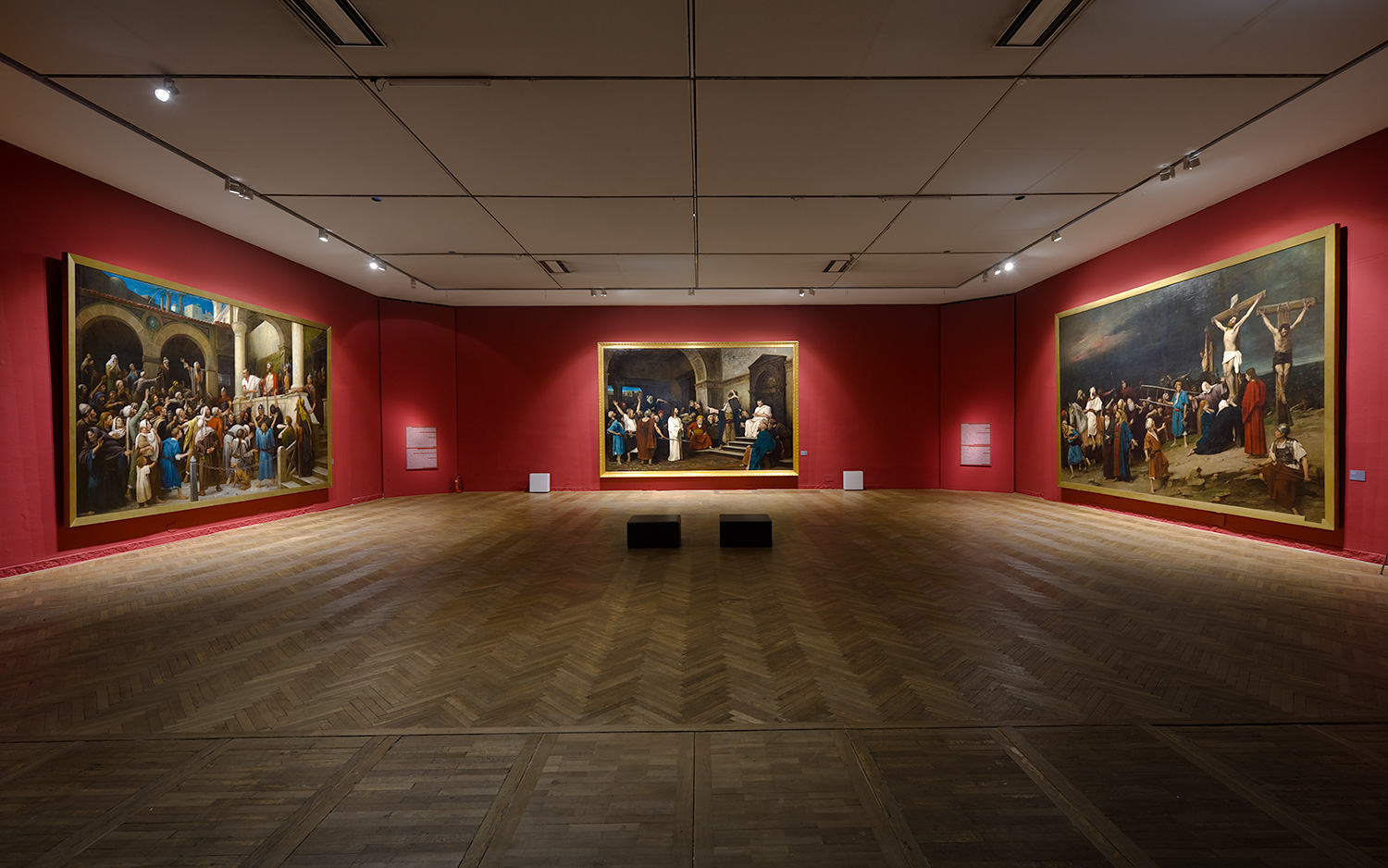
A "Magic & Mystery" kiállítás bemutatóterme a bécsi Künstlerhausban, 2012. március 31. (a trilógia együtt)

A trilógia közös bemutatásának érdekessége, hogy Munkácsy az alkotó, sohasem látta együtt a három, bibliai témát feldolgozó, a nemzeti kulturális emlékezet szerves részévé vált festményeit. A trilógia képei közül a bibliai történések sorrendjében az első a Krisztus Pilátus előtt, ezt 1881-ben fejezte be Munkácsy (olaj, vászon, 417×636 cm, amely 2015-ig a kanadai Art Gallery of Hamilton tulajdona volt, azonban hosszas tárgyalások után végül a magyar állam megvásárolta). A sorozat második darabja az Ecce Homo, amely 1896-ban készült el (olaj, vászon, 403×650 cm, a debreceni Déri Múzeum tulajdona), a harmadik mű a Golgota 1884-ben készült el (olaj, vászon, 460×712 cm. 1905-ben a Golgota első tulajdonosának, John Wanamaker multimilliomos amerikai kereskedő és reklámszakembernek a háza leégett, a festményt úgy mentették meg a lángoktól, hogy kivágták a keretből. Néhány évvel később pótolták a hiányzó részeket).
A három képet sokáig senki (még alkotója sem) látta együtt. Erre a közönségnek is csak 1995-ben nyílt először lehetősége, amikor Szentkirályi Miklóst felkérték a Krisztus Pilátus előtt című kép restaurálására és a restaurálást követően a debreceni Déri Múzeumban kiállították a teljes trilógiát. 2010-ben a múzeum felújítása miatt előbb Pécsen, majd a budapesti Magyar Nemzeti Galériában mutatták be a képeket; 2011. október 16-ig ott voltak megtekinthetőek, majd ismét visszakerültek Debrecenbe. Ezt követően a trilógia megbomlott, mert 2014-ben a Krisztus Pilátus előtt című képet vissza kellett szállítani Kanadába a kép tulajdonosához, mivel lejárt a bérleti szerződés. Azonban a magyar állam vásárlási szándékának 2015-ben történt bejelentése után lehetőség nyílt arra, hogy a három festmény újra együtt egy helyen lehessen.

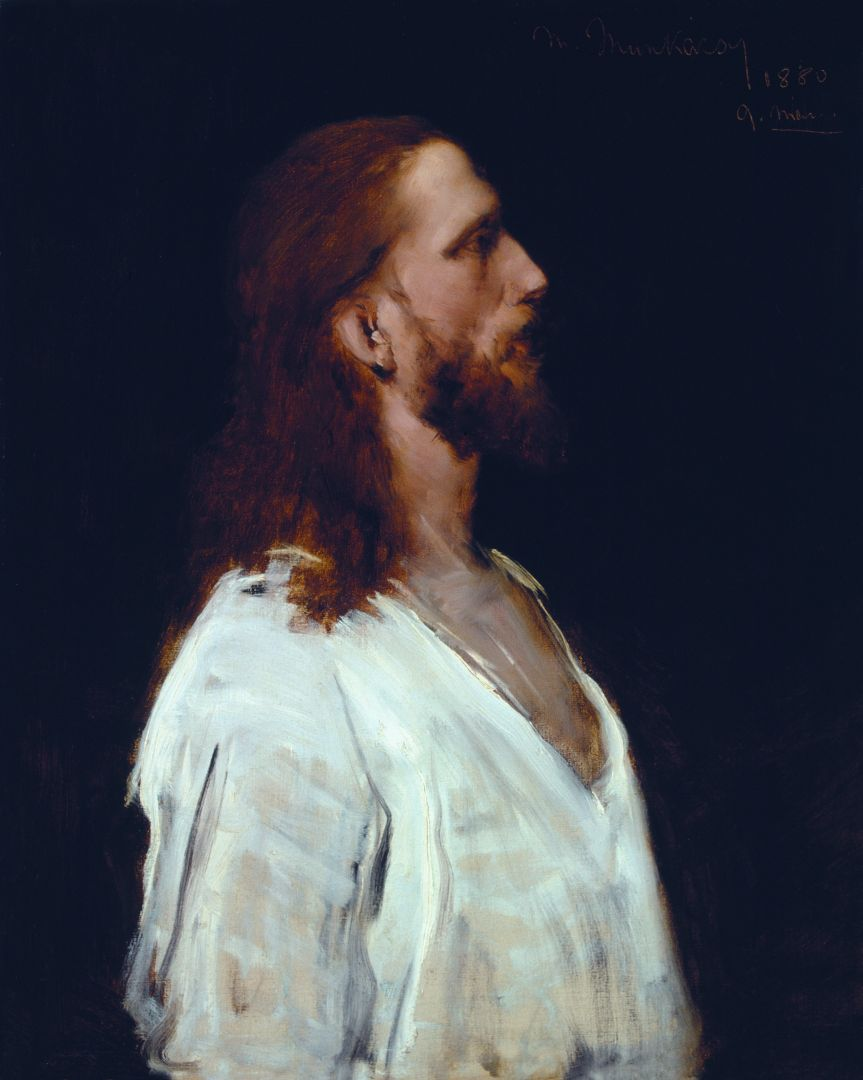
Jézus, tanulmány a Krisztus Pilátus előtt című képhez (1881)

Sosem próbáltam isteni személyt festeni, mivel ami isteni, azt az ember nem képes megfesteni. Én az emberi alakban megjelent Istent akartam ábrázolni.
- Krisztus Pilátus előtt (1881)
Déri Múzeum, Debrecen[53]
- Ecce Homo (Íme, az Ember, 1896)
Déri Múzeum, Debrecen[96]
- Golgota (latinosan Kálvária, 1884)
Déri Múzeum, Debrecen[97]

Miután 2015 januárjában Baán László, a Szépművészeti Múzeum főigazgatója tárgyalásokat folytatott Kanadában a Hamilton Galéria vezetőivel, 2015. május 12-én a Déri Múzeumba érkezett a Krisztus Pilátus előtt című kép, amelyet a magyar állam a Magyar Nemzeti Bank Értéktár programjának keretében vásárolt meg.
Előrehaladott tárgyalások folytak a Pákh Imre tulajdonában lévő Golgota című kép megvételéről is, így esély kínálkozott a kép megvásárlására, hogy a hányatott sorsú Munkácsy-trilógia végleg együtt maradhasson a Debrecenben kialakított állandó kiállítóhelyen.

### A trilógia védetté nyilvánítása és megvásárlása
2015. május 20-án megnyitották a debreceni Déri Múzeum Munkácsy termét a látogatók előtt. Itt újra együtt látható a trilógia, miután a magántulajdonban lévő harmadik darabját a tulajdonos Pákh Imre kölcsönadta a múzeumnak.
Eközben folytatódtak a tárgyalások a Golgota tulajdonosa és a Magyar Nemzeti Bank között a festmény megvásárlásáról, azonban miután Pákh Imre kilencmillió dollárt kért a képért, az MNB viszont – három értékbecslő szakember értékelése alapján – hatmilliót ajánlott, 2015. június 7-én megszakadt a párbeszéd, és a tulajdonos bejelentette, hogy 2015. június 25-én elviszi a Golgotát Debrecenből. Két nap múlva a Miniszterelnökség kezdeményezésére a Forster Gyula Nemzeti Örökségvédelmi és Vagyongazdálkodási Központ védetté nyilvánította a festményt, megakadályozva ezzel azt, hogy a tulajdonos a képet külföldre szállíthassa. Az intézkedést Lázár János kancelláriaminiszter így indokolta: „Szerettük volna Pákh urat meggyőzni ezzel a barátságos lépéssel is, hogy minden körülmények között érdemes megállapodni a magyar állammal”, illetve „zsarolni nem hagyjuk magunkat”. Június 15-én megkezdődött a Krisztus Pilátus előtt című festmény védetté nyilvánítási eljárása is.
A védetté nyilvánítás azt jelenti, hogy a nemzeti kultúra védelmében lefolytatott államigazgatási eljárás során a kirendelt szakértők véleményezését a Kulturális Javak Bizottsága (KJB) megvitatja, majd azt követően a Forster Központ Műtárgyfelügyeleti Irodája határozatot hoz, amelyet a műalkotás tulajdonosa bíróságon megtámadhat. Egy védett műalkotás tulajdonosa a védett tárgyat engedély nélkül nem viheti külföldre, a műtárgy kiállítási és őrzési helyét az állami eljárás során nyilvántartásba veszik, a Műtárgyfelügyeleti Iroda pedig időnként ellenőrizheti a műkincset. A védett kulturális javak tulajdonosának, közös megállapodás után a védett műtárgyat kutatási és kiállítási célokra hozzáférhetővé kell tennie. A Forster Központnak három hónap alatt kell lefolytatni a védetté nyilvánítási közigazgatási eljárást, amelynek első része a tárgy szemlézése, dokumentálása.
Június 13-án a Golgota előző tulajdonosa, a magyar származású Julian Beck (Bereczki Csaba) nyilvánosságra hozta, hogy 2003-ban hétmillió dollárért adta el a képet Pákh Imrének (azt is elmondta, hogy korábban a magyar államnak is felkínálta a képet egymillió dollárért, de csak 300 ezret ajánlottak érte). Ezt az összeget a tulajdonossal az állam nevében a kép megvásárlásáról korábban tárgyaló Gerhardt Ferenc, a Magyar Nemzeti Bank Értéktár programjának vezetője kétségbe vonta, ugyanúgy, mint a festmény 10 millió dolláros értékbecslését. Gerhardt megítélése szerint a kép védetté nyilvánítása nem azonos a kép ellopásával.
2015. június 15-én a Forster Központ nyilatkozatot adott ki, amely szerint: „A magyarországi kiállításokra kölcsönadott műtárgyakat az örökségvédelmi és a kölcsönzött kulturális javakról szóló törvények szigorúan védik. E jogszabályok szerint az országba visszaviteli kötelezettséggel behozott képet nem lehet védetté nyilvánítani.” Pákh Imre elismerte, hogy a Golgotára nincs írásos visszaviteli kötelezettség, amit a Déri Múzeum is megerősített. A múzeum és a tulajdonos között nincs kölcsönszerződés, csak egy letéti szerződést kötöttek, mely 2013-ban lejárt, így a Golgota bármikor elszállítható a Déri Múzeumból. A tulajdonos azonban úgy döntött, hogy a Golgotát a Déri Múzeumban hagyja egy ideig, ezzel teremtve új lehetőséget az MNB képviselőinek a tárgyalás folytatására a kép megvételéről. Pákh Imre nyilatkozataiból az is kiderült, hogy nem ő az egyedüli tulajdonosa a festménynek, hanem a német származású felesége is társtulajdonos, amit a korábbi tárgyalásokon nem közölt.
2015. június 25-én Lázár János a miniszterelnökség vezetője kijelentette, hogy a magyar kormány kész megvásárolni a Golgotát, mert szerinte annak nemzeti köztulajdonban van a helye, tiszteletben tartják Pákh Imre Munkácsy Mihály művészete iránti szenvedélyét, és bíznak a nagyvonalúságában.
Augusztus elején Pákh Imre bejelentette, hogy akár kétmillió dollárért is eladná a Golgotát, ha „valóban független értékbecslők" ennyire értékelnék a festményt. Azt is állította, hogy az őssejt-ügyben azért marasztalták el, mert nem kötötte meg az üzletet. Gerhardt Ferenc, az MNB alelnöke szerint az Értéktár programban nincs helye piaci alkudozásnak. A jogszabályi keretek miatt sem többet, sem kevesebbet nem adhatnak az értékbecslők által megadott 5,5-6 millió dolláros árnál, feltéve, ha Pákh Imre hitelt érdemlően bizonyítja, hogy ő a kép tulajdonosa és a társtulajdonos is beleegyezik.
Pákh Imre augusztus 26-án az MTI-nek úgy nyilatkozott, hogy 31-én elviteti a Golgotát a Déri Múzeumból. Angi János, a kiállítóhely igazgatója szerint a műgyűjtő nem mutatta be a Forster Központ műtárgy-felügyeleti irodájának határozatát, amelyben engedélyezik a kép elvitelét, enélkül viszont nem lehet a képhez nyúlni. A debreceni polgármesteri hivatal 28-án megerősítette, hogy a múzeumba nem érkezett engedély az elszállításra. Válaszul a festményt Pákh meghatalmazottja egy vörös függönnyel eltakarta a múzeumlátogató közönség elől. Ily módon a kép letakarva a helyén maradt, de a tulajdonos megtiltotta a festmény további bemutatását.
2016 márciusában a Forster Gyula Nemzeti Örökségvédelmi és Vagyongazdálkodási Központ bejelentette, hogy jogerősen is védetté nyilvánították a Golgota című festményt. Pákh Imre úgy nyilatkozott, hogy emiatt bírósághoz fordul.
2017 júniusában egy budapesti sajtótájékoztatón bejelentették, hogy a Múzeumok Éjszakáján két napra leveszik a drapériát a Golgotáról. Így a teljes trilógia ezen a napon a Múzeumok Éjszakája rendezvénysorozat zárásáig megtekinthető volt a Déri Múzeumban. A következő héten, 2017. június 27-től 30-ig néhány napig még látható maradt.
2018. július 18-tól ismét láthatóvá vált a Trilógia mindhárom festménye, miután a Kúria kimondta, hogy nem védett a festmény. Bár úgy tűnt, hogy megszületik a megállapodás, és a tulajdonos el tudja adni a magyar államnak a festményt, ennek ellenére lehet, hogy újra lepel fogja borítani, ugyanis az Örökségvédelmi Hatóság a bírósági döntés ellenére újra védettség alá kivánja helyezni.
2019. január 9-én bejelentették, hogy a magyar állam 3 milliárd forintért (10 millió euró) megvásárolta Pákh Imre amerikai-magyar milliárdos műgyűjtőtől a Golgota című festményt, magasabb összegért mint az eredetileg Pákh által kért kilencmillió dollár. A trilógia képeinek tulajdonjogával összefüggő, több mint százéves kalandos jogi folyamat véget ért, és a három összetartozó festmény együtt, véglegesen Debrecen képzőművészeti attrakciójává vált.

## Munkácsy Mihály hatása
Munkácsy magyar témájú alkotásai a reformkori magyar nemzeti festészet nagyon fontos részét képezi, amellyel irányzatot, stílust és iskolát is teremtett. Élete főműve a Siralomház című festmény, amelynek ugyan magyar vonatkozású a témája, azonban Párizsban kiérdemelte a kortárs festőművészek munkáit bemutató kiállítás a Salon nagy aranyérmét. Kompozícióteremtő készsége és romantikusan expresszív realizmusa a magyar festőnemzedékek egész sorára volt hatással. Festészete nagy hatást gyakorolt többek között Hollósy Simon, Thorma János, Tornyai János és Koszta József életművére.

## Egyesületi tagságai
Az Országos magyar Képzőművészeti Társulat és a Nemzeti Szalon tiszteleti tagja, a bécsi, a berlini, a stockholmi, a madridi és az antwerpeni festőakadémiák tagja.

## Kitüntetései
- Pro Litteris et Artibus tulajdonosa
- A Szent István-rend kiskeresztje[141]
- A III. osztályú vaskorona-rend tulajdonosa[51]
- Ferenc József-rend lovagkeresztje[142]
- A Francia Becsületrend lovagja, tiszti (1877–1878), majd parancsnoki (1890) fokozata[143]
- A svéd Északi csillag-rend
- A bajor Szent Mihály-rend Commendeurje
- Budapest (1870-es évek), Munkács (1880) és Békéscsaba (2014) díszpolgára

## Írásai
- Naplótöredékek. Franciából ford. Malonyay Dezső. Budapest, 1894. (I–XXX. a Pesti Napló 132–145. sz).
- Souvenirs. L'enfance. Préface par Boyer d'Agen. Párizs, 1897. fénynyomatú arczképpel (1896-ban a Revue de Parisban jelent meg. Németre Walther Ilges fordította. Naumburg a. S. 1897. fénynyomatú arcképpel)
- Levelezését és emlékezéseit Emlékeim (Budapest, 1921 MTDA online és 1950) és Munkácsy Mihály válogatott levelei (szerk. Farkas Zoltán, Budapest, 1952) címmel adták ki.

## Emlékezete

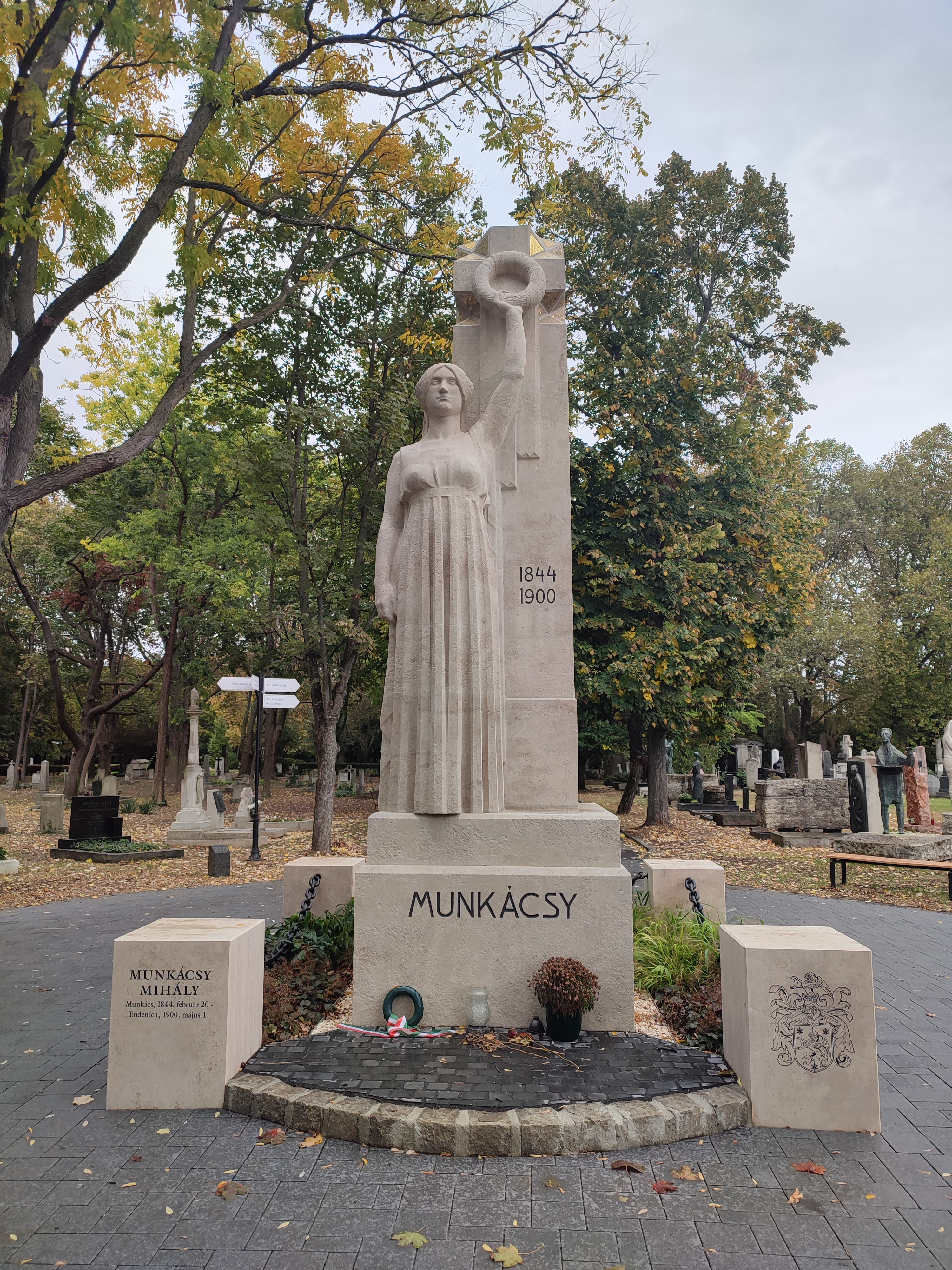
Munkácsy Mihály 2023-ban felújított síremléke Budapesten. Kerepesi temető: 33/34-sziget. Telcs Ede alkotása.

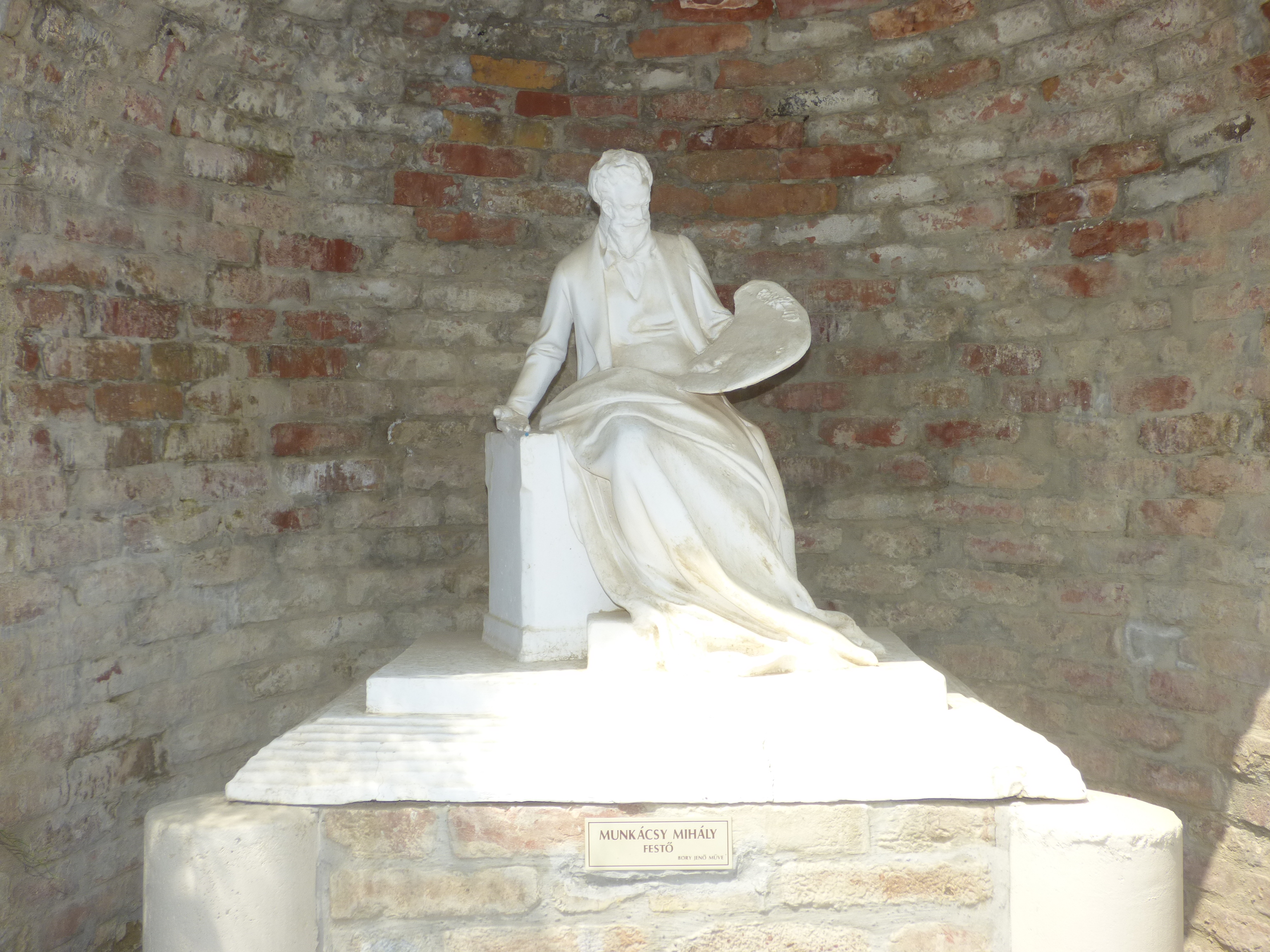
Szobra a székesfehérvári Bory-várban, Bory Jenő alkotása

Síremlékét 1911. június 18-án avatta fel Andrássy Gyula az Országos Magyar Képzőművészeti Társulat elnöke, aki beszédében specifikusan magyar művészi talentumnak jellemezte a festőt.
Munkácsy szülőházát 1882-ben emléktáblával jelölték meg, melynek alkalmából Literáty Ödön ügyvéd és országgyűlési képviselő tartott beszédet. Azt a házat, ahol asztalosinas volt Békéscsabán, szintén emléktáblát kapott, melyet 1901. május 11-én lepleztek le.
A temetését követően két nappal elsőként neveztek el róla utcát Békéscsabán, 1950-től már tér is viselte a nevét ugyanitt.
1951-ben a városi megyei múzeum Munkácsy Mihály tiszteletére a Munkácsy Mihály Múzeum nevet vette fel. E múzeum kertjében őrzik Borsos Miklós Munkácsyról 1959-ben készített köztéri szobrát. 1994-ben, születésének 150. évfordulója alkalmából Békéscsabán megalapították meg és működtetik a Munkácsy Mihály Emlékházat. 2012-től a városban híd viseli a nevét, amely az Élővíz-csatorna felett ível át a Munkácsy-múzeum mellett.
1950-ben alapították meg a Munkácsy Mihály-díjat a kiemelkedő magyar képzőművészeti és iparművészei tevékenység elismerésére.
1963-ban Zalaegerszegen a 407. sz. Ipari Szakmunkásképző Intézet felvette nevét, amely 2003. szeptember 1-jétől a Ganz Ábrahám és Munkácsy Mihály Szakközépiskola és Szakiskola nevet viseli.
Életéből regényt írt Harsányi Zsolt Ecce Homo címen 1934-ben, valamint Dallos Sándor A nap szerelmese és Aranyecset címmel 1958-ban. Az utóbbi kötetek alapján 2013-ban musicalt állítottak színpadra a budapesti József Attila Színházban Munkácsy, a festőfejedelem címmel, Zöld Csaba címszereplésével.
„Elvégeztetett” – Felekezeti tárlatvezetések Munkácsy Mihály Krisztus-trilógiája előtt címmel jelent meg 2013-ban az az album, amelyben négy történelmi felekezet vezetője Munkácsy Mihály trilógiáját teológiai szempontból értelmezi. A kötetben olvasható Beer Miklós katolikus püspök, Fabiny Tamás evangélikus püspök, Gáncs Péter evangélikus püspök, Jelenits István piarista szerzetes, Kocsis Fülöp görögkatolikus püspök, Szabó István református püspök és Ternyák Csaba katolikus érsek írása, valamint Zászkaliczky Zsuzsanna művészettörténész elemző tanulmánya.
2009-ben krátert neveztek el róla a Merkúron.

## Filmen
- 1975-ben készült, 55 perces, színes, magyar ismeretterjesztő film életéről, művészetéről, Munkácsy címmel, narrátor Lukács Sándor, a művész Nagy Attila hangján szólal meg rajta.[153]